# Selección de fútbol de Francia
La selección de fútbol de Francia (en francés, Équipe de France de Football) también conocido como Les Bleus, es el equipo representativo del país en las competiciones oficiales de fútbol masculino. Su organización está a cargo de la Federación Francesa de Fútbol (FFF) fundada en 1919 y miembro de la UEFA por lo cual participan en las competencias organizadas por la UEFA y la FIFA. Su debut se produjo el 1 de mayo de 1904 ante la selección de Bélgica en un encuentro amistoso.
Ha participado en dieciséis ediciones de la Copa Mundial de Fútbol, de las cuales fue campeona en 1998 como local, tras vencer en la final a Brasil por 3-0, y en Rusia 2018, después de derrotar a Croacia por 4-2. Además, fue finalista en las ediciones de 2006 y 2022, donde en ambas oportunidades perdió ante Italia y Argentina en definición por penaltis. También ha estado presente en nueve ediciones de la Eurocopa donde ha logrado dos títulos. El primero siendo local en la Eurocopa 1984 donde derrotó en la final por 2-0 a España. Luego ganó la Eurocopa 2000, jugada en Bélgica y los Países Bajos, venciendo a Italia en la final con gol de oro por 2-1.
Ha ganado en dos ocasiones la Copa FIFA Confederaciones en las ediciones de 2001 y 2003, en una ocasión la Liga de Naciones en la edición de 2020-21, y también posee una Copa Artemio Franchi lograda en el año 1985. En los Juegos Olímpicos, no consiguió destacarse, aunque con un equipo amateur de juveniles obtuvo la Medalla de oro en Los Ángeles 1984, tras de derrotar a la selección brasileña por 2:0 en la final disputada en el Estadio Rose Bowl.
Francia y Argentina son las únicas selecciones del mundo que han ganado la Copa Mundial, los Juegos Olímpicos, la Copa Confederaciones, la Copa Intercontinental de Selecciones (Copa Artemio Franchi) y su respectiva copa regional (Eurocopa/Liga de Naciones y Copa América/Campeonato Panamericano, respectivamente).
Tras ganar la Copa Mundial de Fútbol Sub-20 de 2013, doce años después de coronarse campeón del Mundial Sub-17 de 2001, Francia se convirtió en el primer país del planeta en ganar cinco competiciones masculinas de la FIFA para equipos de once jugadores (Copa Mundial, Torneo Olímpico de Fútbol, Copa Confederaciones, Mundial Sub-20 y Mundial Sub-17) además de haber ganado todos los torneos europeos en sus distintas categorías (Eurocopa, Sub-21, Sub-19, Sub-17 y Liga de las Naciones). En su palmarés exhibe todos los torneos FIFA Y UEFA.
El gallo galo es el símbolo del equipo y sus colores son los de la bandera nacional, que son azul, blanco y rojo. La camiseta del equipo de Francia presenta dos estrellas sobre el gallo que representan sus victorias en la Copa del Mundo de 1998 y 2018, como es el caso de todos los demás equipos nacionales campeones del mundo.
Algunos de los futbolistas que destacaron o destacan en la selección francesa han sido los arqueros Fabien Barthez y Hugo Lloris, los defensas Lilian Thuram, Bixente Lizarazu, Laurent Blanc, Marcel Desailly, Raphaël Varane y Samuel Umtiti los mediocampistas Didier Deschamps, Emmanuel Petit, Robert Pirès, Michel Platini, Zinedine Zidane, Patrick Vieira, Franck Ribéry, N'Golo Kanté y Paul Pogba y los delanteros Raymond Kopa, Just Fontaine, Jean-Pierre Papin, Éric Cantona, Thierry Henry, David Trezeguet, Karim Benzema, Olivier Giroud, Antoine Griezmann y Kylian Mbappé. Entre los años 1980, años 1990 e inicios de años 2000 con el surgimiento de grandes futbolistas franceses y la obtención de varios títulos internacionales, Francia se ha convertido al día de hoy en unas de las mejores selecciones de fútbol y de mayor prestigio en el mundo, junto a las selecciones de Argentina

## Historia

### Comienzos

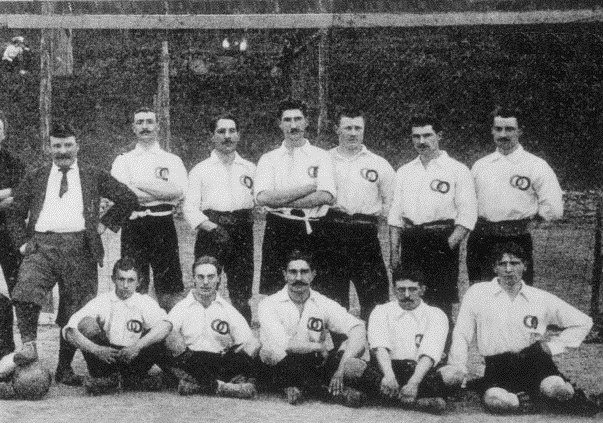
Formación de Francia en su debut internacional en 1904 ante Bélgica.

El 1 de mayo de 1904, la selección francesa jugó su primer partido internacional enfrentando a Bélgica en Bruselas. El partido finalizó 3:3 y Louis Mesnier anotó el primer gol del equipo francés. El 12 de febrero de 1905 logró su primer triunfo al vencer a Suiza por 1:0 con gol de Gaston Cyprès.
En julio de 1908, la Union des sociétés françaises de sports athlétiques (USFSA), organismo rector del fútbol francés hasta entonces, abandonó la FIFA pero aún era reconocida por el Comité Olímpico Internacional. En octubre de ese año participó en el primer torneo internacional oficial de fútbol en los Juegos Olímpicos de Londres y presentó dos equipos. El 19 de octubre en la primera ronda Dinamarca eliminó a Francia B tras vencer por 9:0. En esa misma ronda Francia A debió enfrentarse a Bohemia pero ésta no participó en el torneo y obtuvo el pase a semifinales donde fue derrotada por 17-1 por la selección danesa.

### Período de entreguerras y los primeros Mundiales (1920 - 1938)

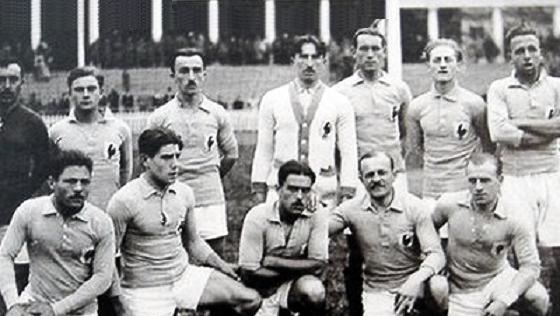
Equipo nacional de Francia en los Juegos Olímpicos de Amberes 1920

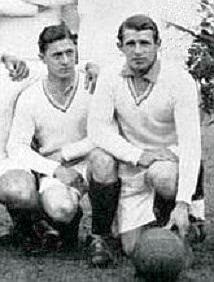
Lucien Laurent y Marcel Langiller en la Copa Mundial 1930.

En los Juegos Olímpicos de Amberes 1920, tras vencer 3:1 a Italia en la ronda previa, llegó a las semifinales del torneo donde fue eliminada por Checoslovaquia al perder por 4:1 en Amberes. La siguiente edición de los Juegos Olímpicos se realizó en territorio francés. El cuadro local empezó su participación en el torneo de París 1924 en segunda ronda derrotando a Letonia el 27 de mayo por 7:0. El 1 de junio enfrentaron en semifinales a Uruguay perdiendo ante el debutante cuadro sudamericano por 5:1. En los Juegos Olímpicos de Ámsterdam 1928 fue eliminada en primera ronda por Italia tras caer 4:3 en Ámsterdam el 29 de mayo.
El 26 de mayo de 1928, en un Congreso realizado en Ámsterdam, la FIFA aprobó la creación de un nuevo torneo que sería organizado en 1930. El 18 de mayo de 1929 el congreso de Barcelona decidió que Uruguay sería la primera sede de la Copa Mundial de Fútbol. Sólo cuatro selecciones europeas asistieron al torneo: Bélgica, Francia, Rumanía y Yugoslavia. En el partido inaugural del campeonato Francia derrotó por 4:1 a México. En ese juego, realizado el 13 de julio en el Estadio Pocitos, se anotó el primer gol en la historia de los mundiales convertido por el francés Lucien Laurent al minuto 19 de juego. En los siguientes partidos perdió 1:0 ante Argentina y 1:0 ante Chile finalizando en el tercer lugar del grupo 1.
En la siguiente Copa Mundial, Italia 1934, cayó en primera fase 3:2 con Austria en tiempo suplementario el 27 de mayo en Turín. En el Mundial de 1938, donde fue anfitriona, empezó su participación derrotando en primera ronda a Bélgica por 3:1. Pero en cuartos de final fue eliminada tras perder por el mismo marcador ante el campeón vigente, Italia.

### Fontaine y la Generación de los años 1950 (1939 - 1960)

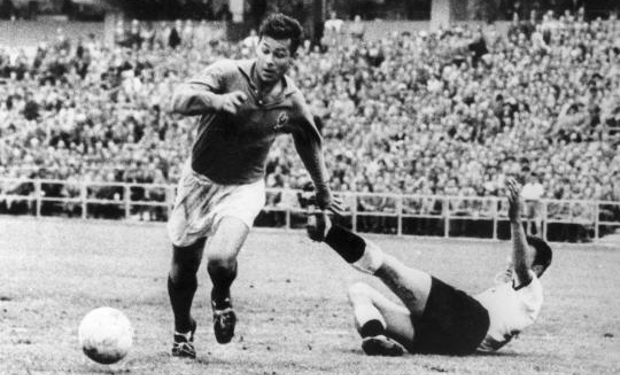
Just Fontaine en el Mundial 1958

Después de la Segunda Guerra Mundial, Francia participó de los Juegos Olímpicos de Londres 1948 donde venció 2:1 a India en primera fase y fue eliminada en cuartos de final por la selección de Gran Bretaña e Irlanda del Norte en la prórroga. En 1949 no superó la fase de clasificación al Mundial de 1950 siendo eliminado en el grupo 3 por Yugoslavia. Tras empatar 1:1 tanto en la ida como en la vuelta la clasificación se decidió en un tercer partido jugado en Florencia, Italia, que terminó por 3:2 a favor del equipo yugoslavo en tiempo suplementario.
En 1952, tomó parte de los Juegos Olímpicos de Helsinki donde fue eliminado por Polonia en primera ronda. En el Mundial Suiza 1954 fue eliminado en primera ronda en el grupo 1 con una derrota en el primer partido 1:0 ante Yugoslavia y una victoria en el siguiente por 3:2 ante México ubicándose en el tercer lugar del grupo.
En el Suecia 1958 tuvo una gran actuación con su trío atacante formado por Raymond Kopa, Just Fontaine y Roger Piantoni. Superó la primera fase en el primer lugar de su grupo y eliminó a Irlanda del Norte en cuartos de final por 4:0. El 24 de junio fue eliminado en semifinales por Brasil por 5:2 en el Estadio Råsunda en Solna. En el partido por el tercer lugar, con cuatro goles de Just Fontaine, venció a Alemania por 6:3 en Gotemburgo. Fontaine anotó trece goles en este torneo, récord de anotaciones en un solo mundial que se mantiene hasta la actualidad.
Dos años más tarde, en la primera edición de la Eurocopa en 1960, Francia fue cuarta en condición de local, tras perder en semifinales con la URSS y en el juego por el tercer lugar contra Checoslovaquia.

### Etapa de declive (1961 - 1976)

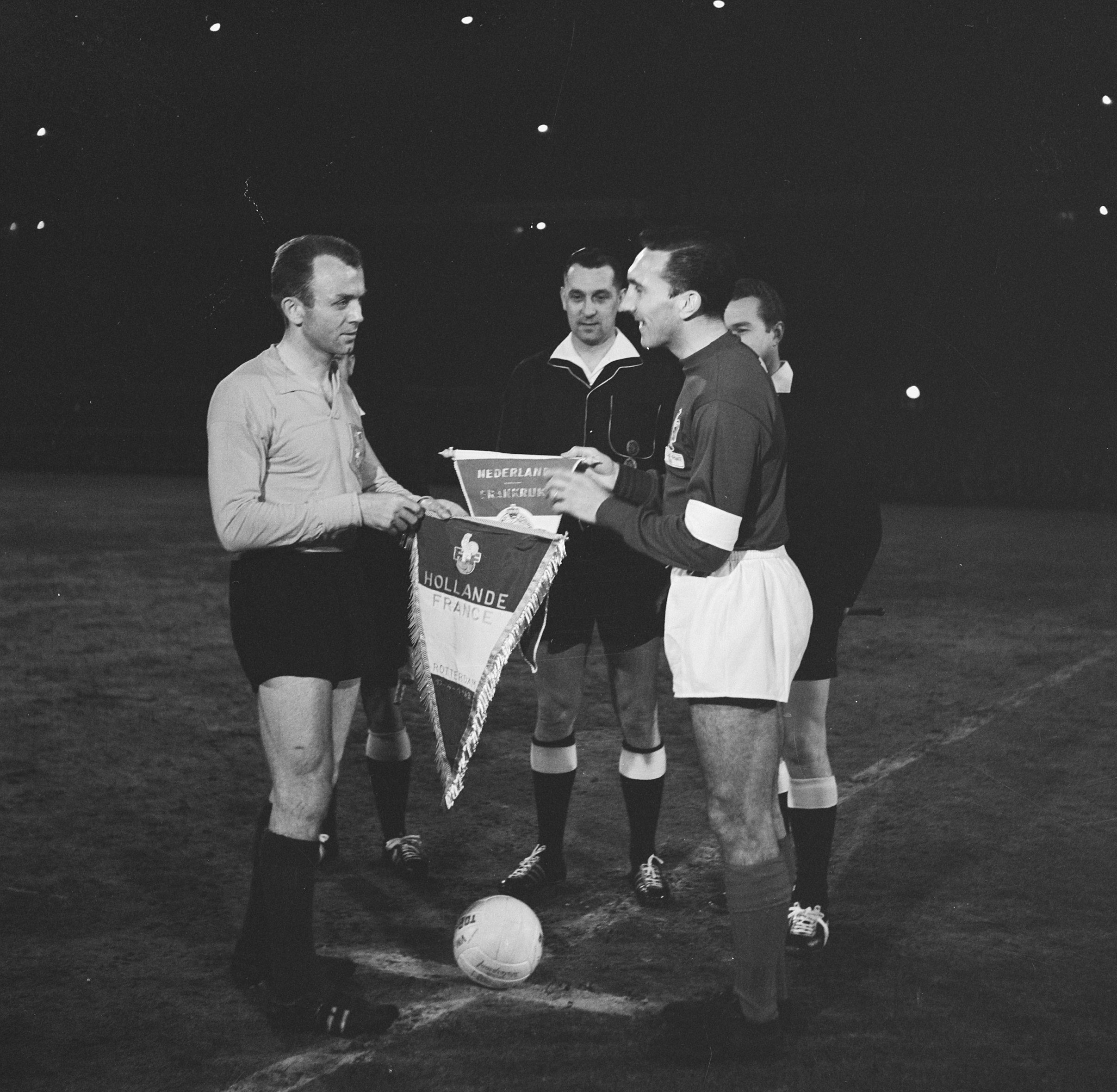
Amistoso ante Países Bajos en 1963

Debilitada por las lesiones de Kopa, Fontaine y Piantoni, Francia no clasificó al Mundial de 1962 después de perder en el desempate ante Bulgaria por el grupo 2 de la eliminatoria mundialista. Dicho encuentro se jugó el 16 de diciembre de 1961 en Milán y terminó con el marcador de 1:0 a favor del cuadro búlgaro. Tampoco clasificó a la fase final de la Eurocopa 1964 después de ser eliminada por Hungría.
En Inglaterra 1966, fue eliminada en primera fase tras finalizar última del grupo 1 con solo un punto. Dos años después no calificó a la fase final de la Eurocopa 1968 eliminada por Yugoslavia. Mientras que ese mismo año la selección olímpica llegó hasta los octavos de final de los Juegos de México 1968 perdiendo en esa fase con Japón.
En las eliminatorias para México 1970, la selección francesa finalizó en el segundo lugar del grupo 5 por lo cual no clasificó al mundial mexicano. Tampoco consiguió clasificar a la Eurocopa 1972, al Mundial Alemania 1974 y a la Eurocopa 1976. Mientras que la selección olímpica participó de los Juegos de Montreal 1976 donde alcanzó los cuartos de final.

### La era Platini (1977 - 1986)

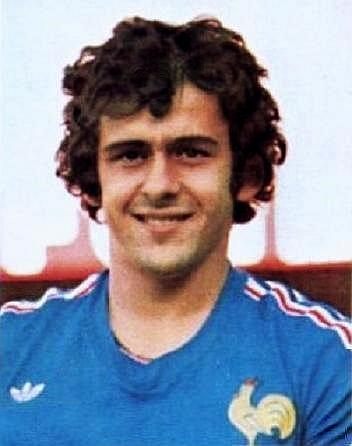
Michel Platini

En Argentina 1978, la nacional de fútbol de Francia retornó a una Copa Mundial pero se quedó en la primera ronda superada en su grupo por Italia y Argentina. En ese mundial Francia solo pudo derrotar 3:1 a Hungría. En ese partido tuvo que utilizar el uniforme de un club local, el Kimberley de Mar del Plata, al no contar a la hora del partido con un juego de camisetas suplentes para distinguirse del equipo rival.
En el mundial siguiente, España 1982, el equipo liderado por el capitán Michel Platini y con figuras como Patrick Battiston, Jean Tigana y Alain Giresse, superó la primera fase en segundo lugar del grupo 4 detrás de Inglaterra. En la siguiente ronda derrotó por 1:0 a Austria y 4:1 a Irlanda del Norte para ganar su grupo y pasar a semifinales. En esa fase enfrentaron el 8 de julio a Alemania en el Estadio Ramón Sánchez Pizjuán de Sevilla. El partido finalizó 1:1 en los 90 minutos teniendo que jugarse la prórroga. En el primer tiempo suplementario Francia se puso en ventaja 3:1, con goles de Marius Tresor y Alain Giresse, pero el equipo germano igualó el marcador por lo que se definió el partido y por primera vez en la historia de todos los mundiales por tiros desde el punto penalti que Alemania ganaría por 5:4 clasificando a la final del torneo. Dos días después Francia perdió por 3:2 ante Polonia en el partido por el tercer puesto.
Esa misma base de jugadores, dirigida por Michel Hidalgo, obtuvo el título de campeón europeo en condición de local durante la Eurocopa 1984. La final, jugada en el Parque de los Príncipes en París, favoreció a Francia por 2:0 sobre España. Ese mismo año el equipo olímpico ganó la medalla de oro en Los Ángeles 1984 venciendo en la final a Brasil por 2:0 en el Estadio Rose Bowl.
El regreso a la Copa Mundial de Fútbol en México 1986, contó con Francia como uno de los candidatos al título. Jean-Pierre Papin y Luis Fernández se unieron al plantel de los torneos anteriores. Pasando a octavos de final como segundos del Grupo C, detrás de la Unión Soviética, Francia eliminó a Italia, campeona vigente. En cuartos de final enfrentaron a Brasil, que contaba en su nómina con figuras como Sócrates, Zico y Careca. El partido terminó 1:1, debido a la mala fortuna de los brasileños quienes fallaron un tiro de penalti por medio de Zico, por ello el marcador no se modificó en el tiempo reglamentario y continuando así también en la prórroga, por lo que se definió el clasificado por penalti donde venció Francia por 4:3. En semifinales Alemania una vez eliminó al cuadro francés después de vencerlos 2:0. En el partido por el tercer lugar obtuvo una victoria por 4:2 en la prórroga ante Bélgica.

### Época de dificultades y transición (1987 - 1994)
Francia no pudo defender su título europeo al no clasificar a la Eurocopa 1988 tras terminar en el tercer lugar del grupo 3 de la eliminatoria detrás de Unión Soviética y Alemania Democrática. Tampoco clasificó al Mundial de Italia 1990 tras finalizar en el tercer lugar del grupo 5 de las eliminatorias europeas. Clasificó a la Eurocopa 1992 en primer lugar de su grupo eliminatorio. En dicha Eurocopa, jugada en Suecia, fue eliminada en primera ronda con dos puntos tras empatar ante Suecia e Inglaterra y sufrir una derrota en la fecha final ante Dinamarca.
En las eliminatorias de UEFA al Mundial 1994 se encontraba primera de su grupo a falta de dos fechas y sólo necesitaba un punto en uno de los dos partidos finales (ambos como local) para clasificar al mundial. En la penúltima fecha perdió 3:2 contra Israel tras ir ganando 2:1 hasta el minuto 83. Mientras que en el partido final con Bulgaria perdió por el mismo marcador con un gol en el minuto 90' de Emil Kostadinov quedando fuera de Estados Unidos 1994.

### La época dorada con Zidane (1995 - 2006)

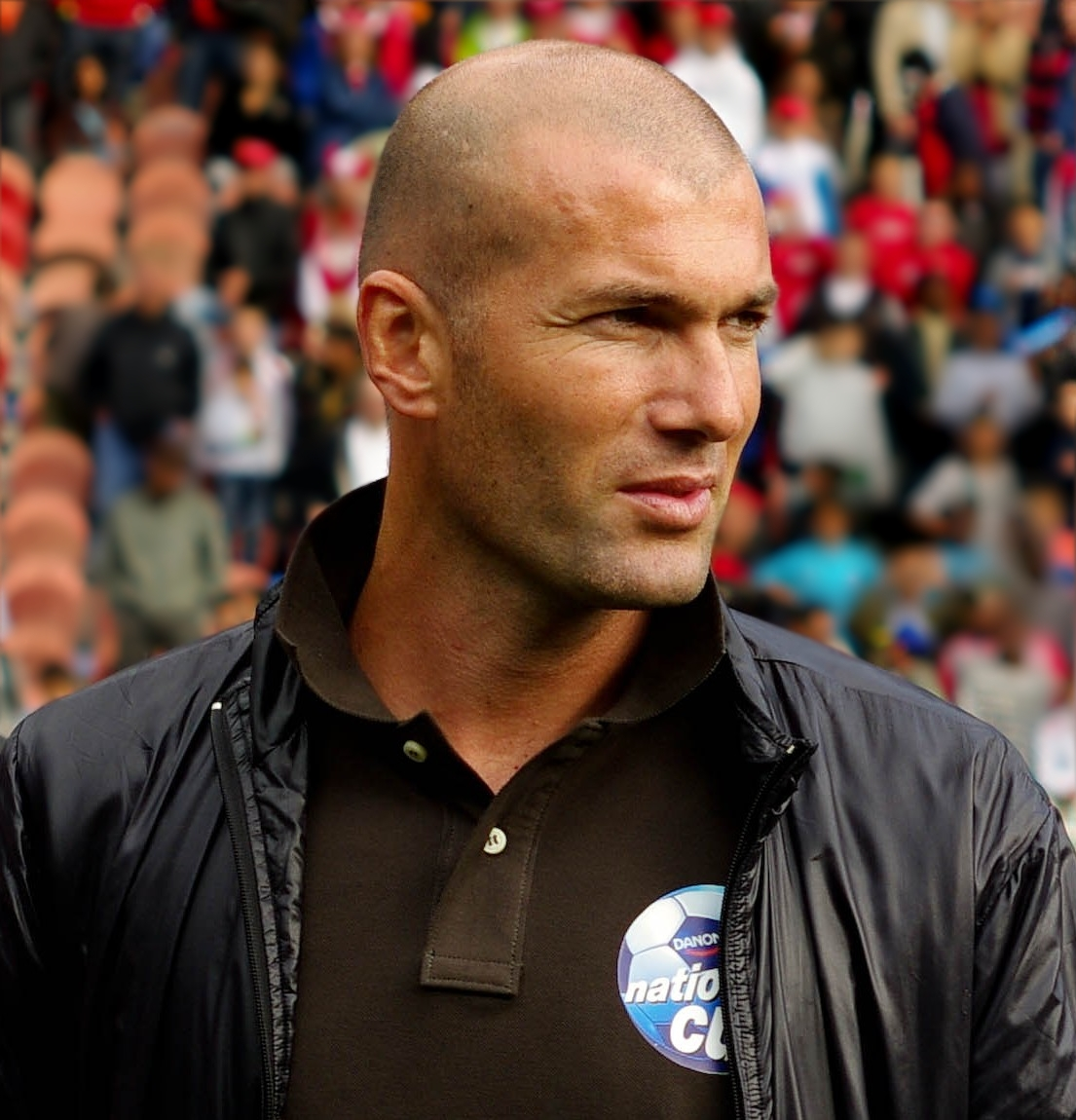
Zinedine Zidane

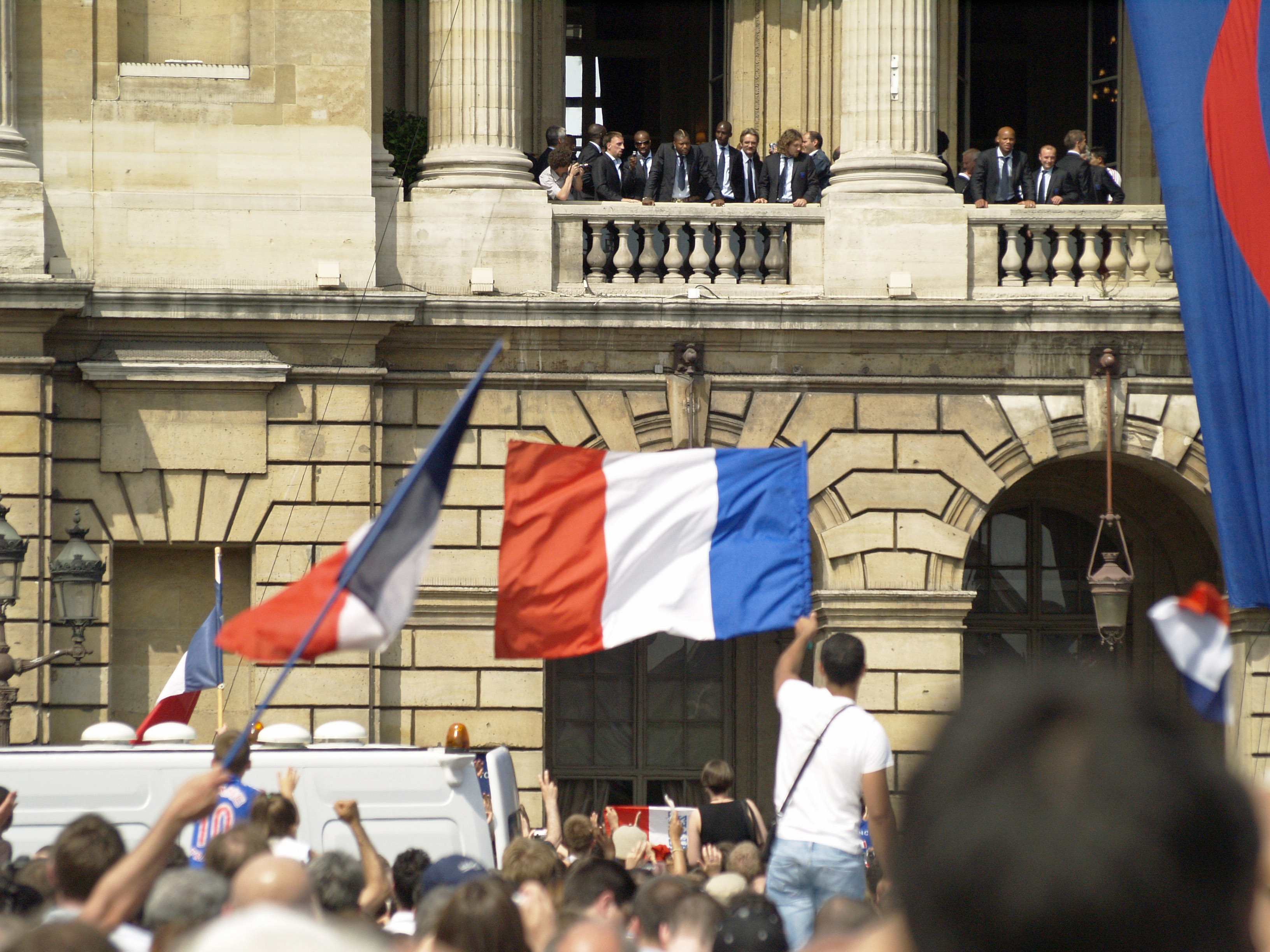
La selección francesa ante sus aficionados en 2006.

En Inglaterra 1996, tras finalizar en primer lugar de su grupo en primera ronda, eliminó en cuartos de final a los Países Bajos al ganar por 5:4 en definición por penalti. Pero en semifinales, tras igualar sin goles, perdió por penalti 6:5 ante República Checa.

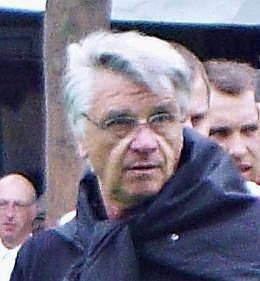
Aimé Jacquet

Francia, entrenada por Aimé Jacquet, fue la anfitriona de la Copa Mundial de Fútbol de 1998. En ese evento superó la primera fase ganando sus tres partidos y por octavos de final derrotó en la prórroga por 1:0 a Paraguay con un gol de oro anotado por Laurent Blanc al minuto 113. En cuartos eliminó a Italia en definición por penalti y en la semifinal derrotó 2:1 a Croacia con goles de Lilian Thuram. En la final el equipo francés liderado por Zinedine Zidane e integrado, entre otros, por Fabien Barthez, Robert Pirès, Thierry Henry, Laurent Blanc y el capitán Didier Deschamps, ganó el primer título mundial para Francia el 12 de julio de 1998 en el Stade de France, tras golear 3:0 a Brasil con dos goles de Zidane y uno de Emmanuel Petit.
La mayoría de jugadores continuaron con la selección 'Gala' en la Eurocopa 2000, realizada en los Países Bajos y Bélgica, bajo la dirección técnica de Roger Lemerre. En la fase de grupos finalizaron en segundo lugar detrás de la selección neerlandesa. En cuartos de final eliminaron a España por 2:1 y en semifinales derrotaron a Portugal por 2:1 con un gol de oro anotado por Zinedine Zidane de tiro penal al minuto 117. En la final, realizada el 2 de julio en el Stadion Feijenoord de Róterdam, vencieron por 2:1 a Italia con un gol de oro de David Trezeguet en el minuto 103. Al año siguiente, pese a la ausencia de Fabien Barthez y Zinedine Zidane, logró el título de la Copa FIFA Confederaciones 2001 derrotando en la final por 1:0 a Japón con gol de Patrick Vieira.
En la Copa Mundial de Fútbol de 2002, obtuvieron el peor resultado en la historia de un campeón vigente en una Copa del Mundo, alcanzando el 28.º lugar, quedando eliminados en primera fase con tres goles en contra y sin poder marcar un solo gol. El partido inaugural en el Estadio Mundialista de Seúl fue contra la debutante Selección de Senegal que derrotó sorpresivamente al campeón por 0:1. En el segundo partido del Mundial, Francia empató 0:0 con Uruguay, llegando al encuentro contra Dinamarca con escasas posibilidades de clasificarse. El resultado ante los daneses fue derrota para Francia por 2:0 que dejó al cuadro francés en último lugar del grupo. Tras el mundial Lemerre fue despedido y Jacques Santini tomó el mando técnico de la selección de Francia.

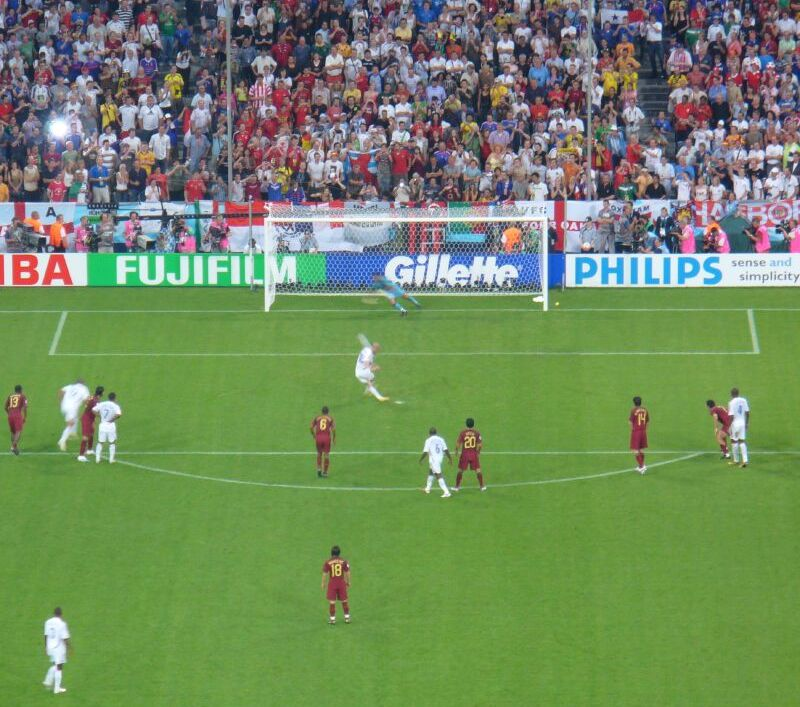
Francia-Portugal en Alemania 2006.

Sin Zidane en la nómina, Francia se coronó campeona de la Copa FIFA Confederaciones 2003, en condición de local, tras derrotar a Colombia por 1:0 con gol de penalti de Henry y después superar 2:1 a los Japoneses y terminar goleando 5:0 a Nueva Zelanda, en semifinales se sobrepuso por 3:2 ante Turquía y finalmente derrotaron en la final a Camerún 1:0 con gol de oro de Thierry Henry. En la Eurocopa 2004, Francia cosechó buenos resultados en la primera fase, quedando primero del Grupo B, tras superar a Inglaterra por un punto, gracias a la agónica victoria 2:1 en el primer partido de ambos en el torneo realizado en Portugal. No obstante, la Selección de Grecia, que a la postre fue campeona, eliminó a Francia en cuartos de final por 1:0 con gol de Angelos Charisteas.
Francia de nuevo cambió de técnico para las eliminatorias europeas a Alemania 2006. Jacques Santini fue reemplazado por Raymond Domenech, quien con una mezcla de jugadores jóvenes, experimentados y al mando de Zidane como capitán llevó a Francia a clasificar al Mundial.
En Alemania 2006, Francia comenzó con dos empates: sin goles contra Suiza y 1:1 frente Corea del Sur. En el tercer partido, al medio tiempo empataron 0-0 con la debutante Togo, con lo que quedaban eliminados. Sin embargo, en el segundo tiempo se marcaron dos goles y clasificaron a octavos de final, donde vencieron por 3:1 a España. En cuartos de final, Francia superó a Brasil por 1:0 con gol de Thierry Henry y en la semifinal hizo lo propio frente a Portugal por el mismo marcador. En la final, jugada en el Estadio Olímpico de Berlín, Francia enfrentó a Italia. Zinedine Zidane adelantó a su equipo de tiro penal y Marco Materazzi de cabeza empató para el cuadro italiano. Francia perdió la final en definición por penales, quedándose con el subcampeonato. Aquel juego es recordado por la agresión de Zinedine Zidane a Marco Materazzi durante la prórroga.

### Etapa post-Zidane y la crisis en Sudáfrica (2007 - 2012)

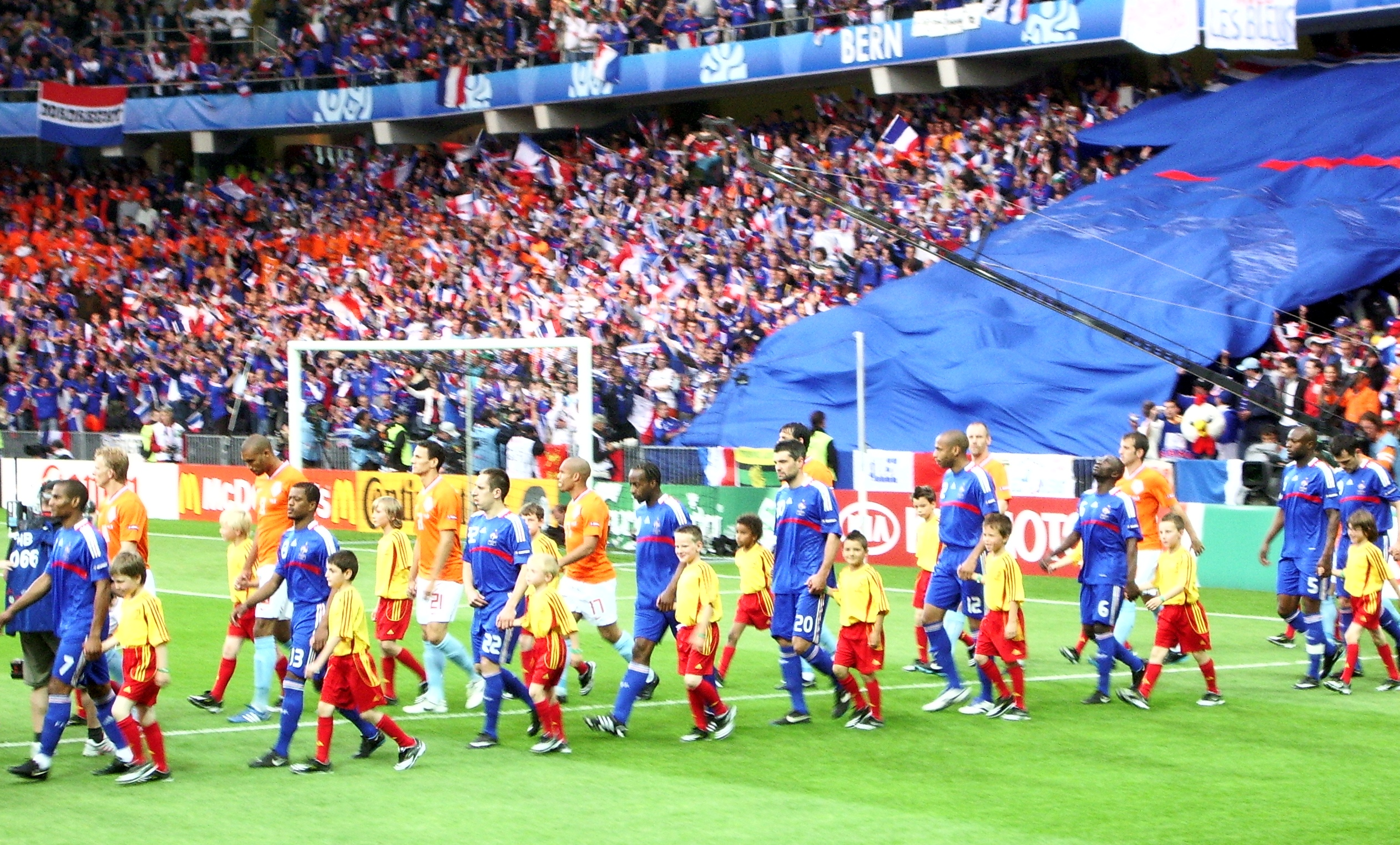
Jugadores de Francia y Países Bajos en la Eurocopa 2008.

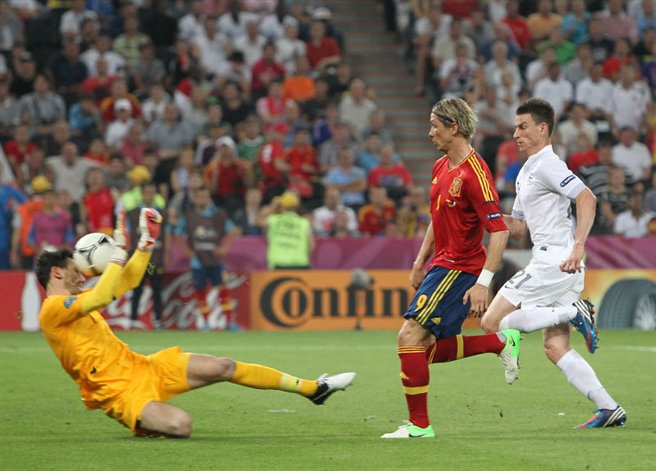
Francia contra España en la Eurocopa 2012.

Después del retiro de Zidane, aún bajo la dirección técnica de Domènech, Francia compitió en la Eurocopa 2008, a la cual accedió después de clasificarse segunda del Grupo B detrás de Italia y apenas con dos puntos de ventaja sobre Escocia. En el torneo final, realizado en Austria y Suiza, Francia fue última del Grupo C con apenas un punto, obtenido en el empate inicial 0:0 con Rumania, ya que en los siguientes dos partidos del grupo perdió con Países Bajos 1:4 e Italia 0:2.
Pese al fracaso en la Euro 2008, donde Francia era candidata, Raymond Domenech fue ratificado como entrenador hasta 2010. En el proceso clasificatorio para Sudáfrica 2010 finalizó en segundo lugar del grupo 7 a un punto de Serbia. Así, tendría que jugarse el billete a Sudáfrica en la repesca contra Irlanda, donde acabó clasificándose con un polémico pase de gol de Thierry Henry con la mano, para ganar la serie 2:1.
Francia quedó encuadrada en el Grupo A del Mundial de fútbol Sudáfrica 2010 junto a la anfitriona, Uruguay y México. A priori, los "bleus" eran, con Uruguay, favoritos para pasar a octavos. Empezaron su andadura con un empate sin goles frente a los charrúas, pero después las cosas se torcieron. En su segundo partido pierde 0-2 ante México, y el trabajo de Domènech fue cuestionado y más aún tras apartar al delantero Nicolas Anelka del grupo por supuestos insultos del jugador, lo que originaría la molestia de los jugadores del equipo y también una riña entre el capitán Patrice Evra y el preparador físico. Francia se jugaba el pase a octavos ante la débil Sudáfrica, estando obligada a ganar y dependía de que también Uruguay y México no empataran. El desastre francés se consumó al perder 1-2; en este partido Florent Malouda marcó el único gol del equipo en los 3 partidos del torneo.
Tras el Mundial se hizo oficial la contratación de Laurent Blanc, ex técnico del FC Girondins de Burdeos, por 2 años, con el primer objetivo de clasificar al combinado nacional a la Eurocopa 2012. Sin embargo debuta con dos derrotas, una frente a Noruega por 2-1 en un amistoso jugado en Oslo y otra en la clasificación en la que debuta con una sorpresiva derrota en casa 0-1 frente a la Bielorrusia pero aun así pudo ganar su grupo D de la clasificación en su última fecha con un empate 1:1 como local ante Bosnia y Herzegovina. El día 11 de junio de 2012 inicia su participación en la Eurocopa 2012 empatando 1:1 con Inglaterra, cuatro días después consigue su primera victoria en la copa al vencer por 2:0 a Ucrania, con goles de Ménez y Cabaye. Francia terminó la fase de grupos cayendo por 0:2 ante el conjunto de Suecia el cual ya se encontraba eliminado de la copa. Perdió nuevamente en el partido siguiente, esta vez contra España en cuartos de final, por dos goles a cero anotados por Xabi Alonso, quedando así fuera del torneo.

### La era Deschamps y segunda conquista mundial (2012-Act.)

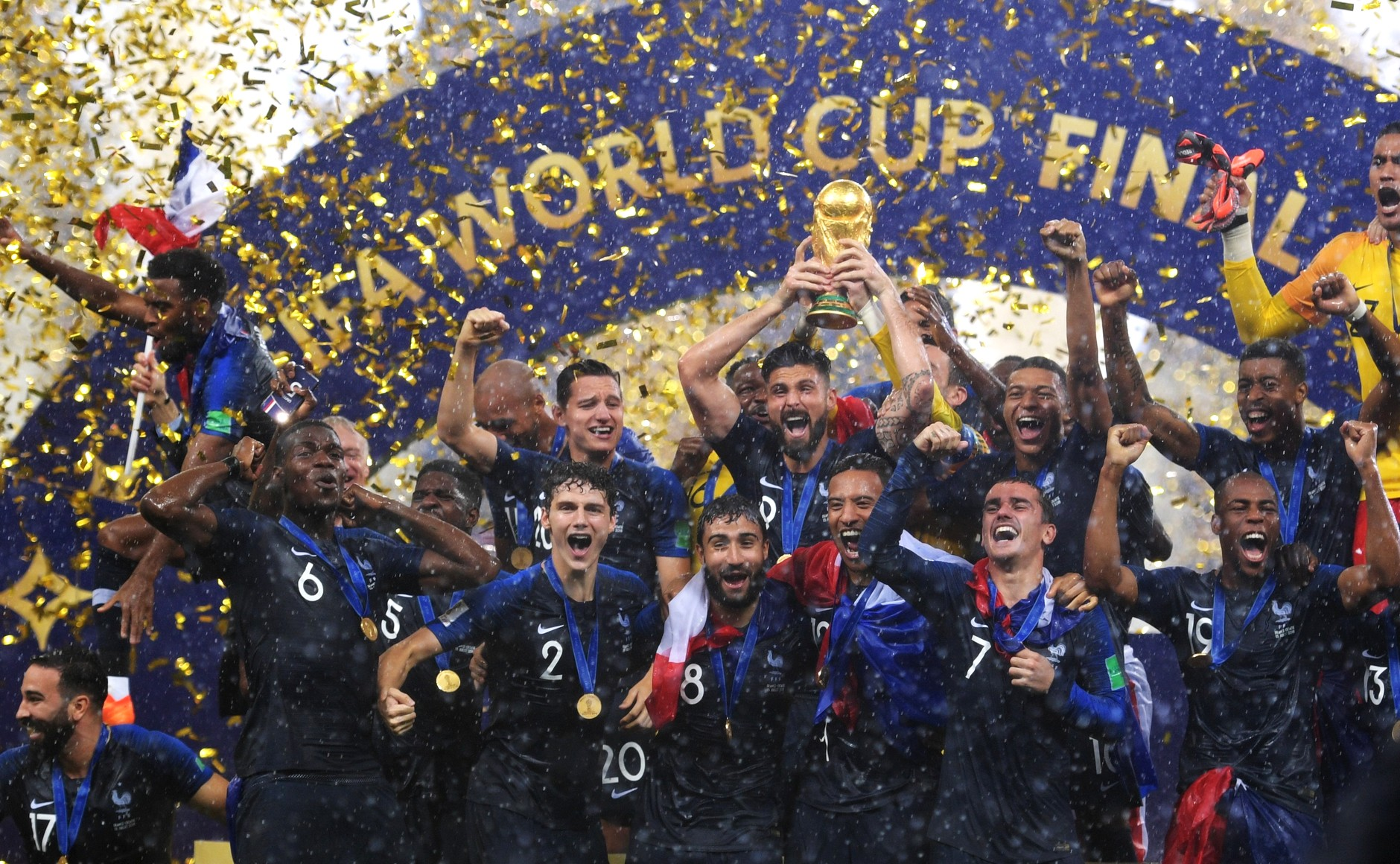
Francia se consagró campeón del mundo por segunda vez en el Mundial de Rusia 2018.

El día domingo 8 de julio de 2012 fue confirmado Didier Deschamps, ex entrenador del Olympique de Marsella, como nuevo seleccionador del conjunto galo tras la dimisión de Laurent Blanc, con el principal reto de clasificarlos al Mundial 2014.
Encuadrados en el único grupo a cinco equipos (el grupo I) de la zona de Clasificación de la UEFA rumbo al Mundial de 2014 junto a España, Georgia, Finlandia y Bielorrusia, los franceses consiguieron en octubre de 2012 un importante empate (1-1) ante la Roja en el Estadio Vicente Calderón en Madrid. Las esperanzas suscitadas por ese resultado bajaron enteros cuando en marzo de 2013, España se impuso 0-1 en el Stade de France, provocando cierta resignación en la prensa gala. El 15 de octubre de 2013, al derrotar a Finlandia (3-0) en la última jornada de su grupo de clasificación, Francia se aseguró una plaza en zona de repesca, previa al Mundial de 2014. Tras perder el primer cotejo el 15 de noviembre de 2013 en Kiev, ante Ucrania, por 2-0, Francia consiguió, cuatro días más tarde, revertir el marcador para imponerse por 3-0 en París, remontada histórica ya que ningún cuadro había logrado darle la vuelta a un marcador similar en las repescas mundialistas. De esa manera los Bleus se clasificaron a su decimocuarta fase final en Brasil 2014.
Francia quedó encuadrada en el grupo E junto a las selecciones de Suiza (cabeza de serie), Ecuador y Honduras. En su primer partido goleó a Honduras por 3-0, encuentro que pasó a la historia por ser el primero donde se recurrió a la tecnología de la línea de gol para decidir que el segundo tanto francés era en realidad un autogol del portero Valladares y no un gol de Karim Benzema. En su segundo cotejo, se deshizo con facilidad de Suiza a la que derrotó por 5-2, quedando prácticamente clasificada a octavos de final. En el último partido de la fase de grupos, el empate 0-0 cosechado ante Ecuador le otorgó la clasificación a octavos, como líder del grupo, con 7 unidades. El 30 de junio de 2014, enfrentó a Nigeria en Brasilia, en partido correspondiente a los octavos de final. Los galos se impusieron 2-0 – goles de Pogba y Yobo (en propia puerta) – avanzando a cuartos de final. Tras quedar entre los 8 mejores equipos del torneo, Francia enfrentó a Alemania que se impuso 1-0 en el Estadio Maracaná de Río de Janeiro el 4 de julio de 2014, eliminándola de la cita mundialista.
En la Eurocopa 2016, Francia estaba como favorito para ganarla al ser anfitrión, en su primer partido, ganan 2:1 a la modesta Rumania, en su segundo partido, vuelven a ganar 2:0 contra la debutante Albania y en su último partido, ya clasificados, empatan 0:0 contra Suiza. En octavos de final, enfrentan a Irlanda, a la que ganan 2:1. En cuartos de final, derrotan por 5:2 a la cenicienta del torneo, Islandia, que venía de ganarle increíblemente a Inglaterra. En semifinales, derrotan a Alemania por 2:0 y contra todo pronóstico. En la final contra Portugal que pasó la primera ronda con empates y siguió el camino hasta la final con penaltis y goles agónicos, pierden 1:0 y Portugal logra ganar su primera copa.
En el Mundial de Rusia 2018 Francia quedó encuadrada en el grupo C junto a las selecciones de Australia, Perú y Dinamarca. En su primer partido derrotan por 2:1 a Australia, en su segundo encuentro vence por 1:0 a Perú y en su último partido de fase de grupos ya clasificados empatan 0:0 con Dinamarca quedando como líder del grupo con 7 puntos. En Octavos de final se enfrentó a la selección Argentina logrando ganarle por un marcador de 4:3, ya en Cuartos de final se enfrentaron con Uruguay a la cual vence por 2:0 sellando su participación en semifinales. En dicha instancia logran ganarle por 1:0 a Bélgica logrando clasificar a su tercera final en una copa mundial. En la final jugada en Moscú su rival era Croacia que por primera vez en su historia jugaba una final mundialista, en dicho partido Francia logró ganarle al conjunto croata por 4:2 logrando ganar su segundo título en la Copa Mundial de Fútbol, 20 años después del primero. Además Kylian Mbappé fue elegido el mejor jugador joven del torneo.
En la Eurocopa 2020, realizada en 2021 debido a la Pandemia de COVID-19, la selección gala llegó a la competición como amplia favorita a obtener el título de campeón de Europa. Quedó encuadrada en el Grupo F junto a Alemania, Portugal y Hungría, apodado por la prensa deportiva y por los fanáticos como el "Grupo de la muerte". En la primera jornada de la fase de grupos se enfrentó a Alemania. A pesar de que la selección alemana tuvo el doble de oportunidades de gol en el encuentro, Francia ganó el partido más igualado del grupo con un total de 1-0. Ya en la segunda jornada, Francia empató con Hungría, tras comenzar perdiendo en el primer tiempo, pero un gol de Griezmann igualó el encuentro. En la última jornada, Francia se topó con la hasta entonces vigente campeona de Europa, Portugal. En el partido la selección francesa tuvo altibajos, pequeños detalles que la selección lusa aprovechó para conseguir el empate final en el marcador (2-2). A pesar de los dos empates, Francia pasó como primera de grupo con 5 puntos en total. Ya en los octavos de final, los galos enfrentaron a Suiza. En la primera parte los suizos comenzaron adelantándose en el marcador con gol, pero en el segundo tiempo, Francia consiguió remontar marcando tres goles. Sin embargo, a falta de 10 minutos para el final, Suiza consiguió empatar con dos goles que llevaron el partido a la prórroga (3-3). Durante ésta, tanto la selección helvética como la selección gala tuvieron claras oportunidades de romper el empate, pero finalmente todo se tuvo que resolver en la tanda de penaltis. En los lanzamientos decisivos Francia, era eliminada de la Eurocopa por el fallo del penalti de Kylian Mbappé perdiendo 5-4 frente a Suiza.
Tras del fracaso en la Eurocopa 2020, la selección gala disputó el Final Four de la Liga de Naciones de la UEFA 2020-21 tras haber quedado primera de su grupo, al igual que en el Mundial de Rusia 2018, se enfrentó en las semifinales a la Selección de Bélgica, la cual venció por 3:2 tras ir perdiendo por 2:0 en el primer tiempo, en la final contra España se impuso por 2:1 con goles de Karim Benzema y Kylian Mbappé, obteniendo así un nuevo título.
Entre junio y septiembre de 2022, Francia disputó la Liga de Naciones de la UEFA 2022-23 como el vigente campeón del certamen, quedando emparejada con las selecciones de Croacia, Dinamarca y Austria, desafortunadamente cayó eliminada en la fase previa de grupos y no pudo revalidar el título obtenido en la edición pasada.
En el Mundial de Catar 2022, Francia quedó encuadrada en el Grupo D junto a las selecciones de Australia, Dinamarca y Túnez. En su primer partido goleó a Australia por 4-1, en el segundo encuentro venció 2-1 a Dinamarca y en su último partido de fase de grupos, ya clasificados, perdió con Túnez por 1-0 quedando como líder de grupo con 6 puntos. En octavos de final enfrentó a Polonia y los galos vencieron por el resultado de 3-1, en cuartos de final se enfrentó a Inglaterra llevándose la victoria con el marcador de 2-1 y en semifinales logran imponerse 2-0 ante la sorprendente Marruecos, que por primera vez en su historia era semifinalista de la Copa del Mundo, y logran clasificar a su cuarta final mundialista. En la final disputada en Lusail el 18 de diciembre de 2022 con Argentina igualaron 3-3 en un infartante partido con dos goles de Lionel Messi y un gol de Ángel Di María por parte del conjunto albiceleste y un hat-trick de Kylian Mbappé para Les Bleus. Finalizado el tiempo suplementario se disputó la tanda de penaltis, en donde Francia terminó cayendo 4-2 tras los fallos de Kingsley Coman y Aurélien Tchouaméni, quedándose el conjunto galo con el subcampeonato por segunda vez desde 2006. Kylian Mbappé fue premiado con la Bota de Oro por ser goleador del campeonato con 8 tantos convertidos.
Francia clasificó a la Eurocopa 2024, quedando encuadrada en el grupo D junto a Austria, Países Bajos y Polonia, en su primer partido vence por la mínima a Austria 1-0 con un autogol de Maximilian Wöber, después empata a 0-0 contra Países Bajos y empate de 1-1 contra Polonia, con anotaciones de Mbappé para los franceses y Lewandowski para los polacos, ambos goles de penalti, clasifica como segunda de grupo a los octavos de final donde vence a Bélgica 1-0 nuevamente con un autogol esta vez de Vertonghen. En cuartos de final se enfrenta a Portugal con quien empata 0-0 en el tiempo reglamentario y en el tiempo extra, teniendo que definirse el juego desde los tiros de penalti, donde los franceses fueron más efectivos anotando sus 5 tiros mientras los portugueses quedaron eliminados del torneo al anotar solo 3, ya en semifinales enfrentan a la selección de España donde logran adelantarse con gol de Kolo Muani al minuto 8 pero los españoles reaccionaron y con gol de Lamine Yamal al minuto 21 y Dani Olmo al minuto 25 logrando remontar el partido quedando el marcador 2-1 a favor de la Furia Roja, con este resultado Francia queda eliminada del torneo europeo.
Tras la Eurocopa 2024 la Selección Gala disputó la Liga de Naciones de la UEFA 2024-25 quedando encuadrada en la Liga A en el grupo A2 teniendo como rivales a las selecciones Italiana, Belga e Israelí, en los partidos de ida y vuelta logró sendas victorias contra Bélgica, una victoria de visitante y un empate de local ante Israel y contra Italia una derrota de local y una victoria de visitante, todos estos resultados le permitieron a Francia clasificarse como primera de grupo para los cuartos de final donde el sorteo lo emparejo contra la selección de Croacia, en el partido de ida jugado en Split los croatas lograron una victoria (2-0) pero en el partido de vuelta Francia logró emparejar el partido (2-0) teniendo que jugarse tiempos extras, llegando hasta la definición por penaltis donde los galos  lograron imponerse (5-4) clasificándose para la Fase final de la Liga de Naciones disputada en Alemania, en donde el 5 de junio de 2025 enfrentaría a la Selección de España, ya en el partido de semifinales en el primer tiempo los ibéricos lograron la ventaja de (2-0) y en el segundo tiempo lograron ampliarlo aun más, pero la reacción francesa en los últimos minutos del partido logró acortar la ventaja española para dejar el marcador final (5-4) aunque a favor de la Furia Roja, con este resultado España derrotaba a los franceses y los privaba de disputar una nueva Final de la Liga de Naciones.  ya en el partido por el tercer puesto Francia enfrentó a la Selección Alemana derrotandola por (0-2) finalizando así su participación en este fase final del torneo.

## Rivalidades

### Rivalidad conItalia
Las selecciones nacionales de Francia e Italia son rivales históricas, ya que los dos países son vecinos y el fútbol es el deporte más popular en ambos.
Durante muchos años Italia dominó (antes de 1982: 17 victorias, 3 derrotas y 6 empates), mientras que a partir de 1982, el equipo francés no había perdido un solo partido contra Italia (con 5 victorias y 4 empates) hasta la final de la Copa del Mundo de 2006, que Italia ganó en los penaltis. Francia se mantendría invicto ante Italia en 90 minutos hasta la Eurocopa 2008, cuando Italia los derrotó 2-0 a eliminarlas en la fase de grupos.

### Otras rivalidades
Además, Francia comparte rivalidad con Bélgica, Alemania, España, Brasil, Inglaterra y Argentina (este último después de sus últimos enfrentamientos, en los Mundiales de 2018 y 2022).

## Últimos partidos y próximos encuentros
Actualizado al último partido jugado el 5 de junio de 2025.
| Fecha                   | Ciudad      | Local        | Resultado            | Visitante | Competición                 |
| 21 de junio de 2024     | Leipzig     | Países Bajos | 0:0                  | Francia   | Eurocopa 2024               |
| 25 de junio de 2024     | Dortmund    | Francia      | 1:1 (0:0)            | Polonia   | Eurocopa 2024               |
| 1 de julio de 2024      | Düsseldorf  | Francia      | 1:0 (0:0)            | Bélgica   | Eurocopa 2024               |
| 5 de julio de 2024      | Hamburgo    | Portugal     | 0:0 (3:5 pen.)       | Francia   | Eurocopa 2024               |
| 9 de julio de 2024      | Múnich      | España       | 2:1 (2:1)            | Francia   | Eurocopa 2024               |
| 6 de septiembre de 2024 | París       | Francia      | 1:3 (1:1)            | Italia    | Liga de Naciones UEFA 24/25 |
| 9 de septiembre de 2024 | Lyon        | Francia      | 2:0 (1:0)            | Bélgica   | Liga de Naciones UEFA 24/25 |
| 10 de octubre de 2024   | Budapest    | Israel       | 1:4 (1:2)            | Francia   | Liga de Naciones UEFA 24/25 |
| 14 de octubre de 2024   | Bruselas    | Bélgica      | 1:2 (1:1)            | Francia   | Liga de Naciones UEFA 24/25 |
| 14 de noviembre de 2024 | Saint-Denis | Francia      | 0:0                  | Israel    | Liga de Naciones UEFA 24/25 |
| 17 de noviembre de 2024 | Milán       | Italia       | 1:3 (1:2)            | Francia   | Liga de Naciones UEFA 24/25 |
| 20 de marzo de 2025     | Split       | Croacia      | 2:0 (2:0)            | Francia   | Liga de Naciones UEFA 24/25 |
| 23 de marzo de 2025     | Saint-Denis | Francia      | 2:0 (1:0) (5:4 pen.) | Croacia   | Liga de Naciones UEFA 24/25 |
| 5 de junio de 2025      | Stuttgart   | España       | 5:4 (2:0)            | Francia   | Liga de Naciones UEFA 24/25 |
| 8 de junio de 2025      | Stuttgart   | Alemania     | 0:2                  | Francia   | Liga de Naciones UEFA 24/25 |

## Uniforme y escudo

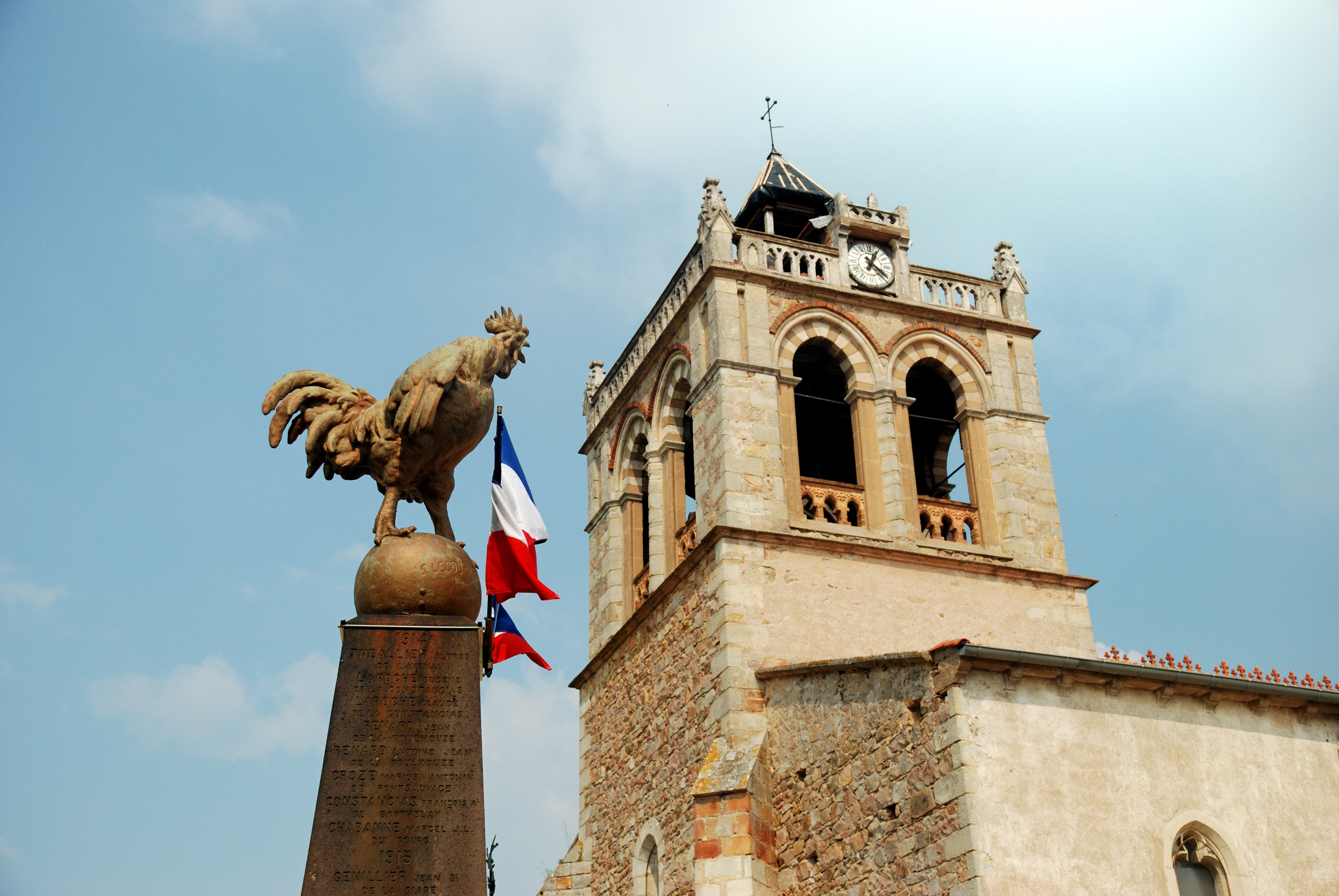
El gallo galo es a menudo considerado como un símbolo nacional de Francia, aunque realmente sin tener un carácter oficial.

Los tres colores del equipo se originan en la bandera nacional de Francia, conocida como el tricolore. Sin embargo, la primera camiseta de Francia (como se vio en su primer partido internacional oficial contra Bélgica en 1904) era blanca, con el emblema de dos anillos entrelazados de la USFSA, el cuerpo que controlaba el deporte en Francia para entonces.
Francia normalmente usa camisas azules, pantalones cortos blancos y medias rojas en casa (combinación similar a la de Italia), mientras que, en el de visitante, el equipo utiliza una combinación completamente blanca o raramente usa camisetas rojas, pantalones cortos azules y medias azules con el primero. Entre 1909-1914, Francia llevaba una camisa blanca con rayas azules, pantalones cortos blancos y medias rojas. En un partido de la Copa Mundial de 1978 contra Hungría en Mar del Plata, ambos equipos llegaron al Estadio José María Minella con equipos blancos, por lo que Francia jugó con camisas de rayas verdes y blancas prestadas del Club Atlético Kimberley.
A partir de 1966, Francia hizo que Le Coq Sportif fabricara sus camisas hasta 1971. En 1972, Francia llegó a un acuerdo con el fabricante alemán de ropa deportiva Adidas para ser el proveedor del equipo del equipo. Durante los próximos 38 años, los dos mantendrían una relación saludable con Francia.
Desde 1972 hasta 2010, los uniformes de Francia son proveídos por la marca alemana Adidas. A partir de 2011, la empresa estadounidense Nike fabrica los uniformes del seleccionado, en un contrato de 42.6 millones de euros anuales (una suma 4 veces superior al antiguo contrato) hasta 2018, lo cual hace a la selección de Francia con el uniforme mejor pagado en el mundo.
El escudo de la selección de fútbol de Francia mantiene los mismos códigos simbólicos que el de la FFF, pero se pone su gallo de color oro con el fin de resaltar en la camiseta azul del uniforme con dos estrellas doradas encima, representando los títulos obtenido en la Copa Mundial de Fútbol de 1998 y en la Copa Mundial de Fútbol de 2018.
| Primera Equipación | (Ver evolución) | Equipación Actual |

## Jugadores
Entre los futbolistas que han vestido la camiseta de la selección de fútbol de Francia, Hugo Lloris es el jugador con más partidos disputados sumando un total de 145 encuentros. Olivier Giroud con 57 goles, es el máximo goleador en la historia del combinado francés y Antoine Griezmann el máximo proveedor de asistencias. Otros futbolistas que destacaron en la selección fueron: Just Fontaine (máximo anotador en un solo mundial con 13 goles), Raymond Kopa (Balón de Oro 1958), Michel Platini (Balón de Oro 1983, 1984 y 1985), Jean-Pierre Papin (Balón de Oro 1991) y Zinedine Zidane (Balón de Oro 1998 y Jugador Mundial de la FIFA 1998, 2000 y 2003).

### Última convocatoria
Actualizado el 31 de octubre de 2024
Lista de los 25 jugadores convocados para los partidos contra  Luxemburgo y  Canadá del 5 y 9 de junio respectivamente y para la Eurocopa 2024.
Número de encuentros y goles actualizados al 13 de junio de 2024.
| N.º                | Nombre              | Posición      | Edad    | Partidos | Goles | Club                      |
| ------------------ | ------------------- | ------------- | ------- | -------- | ----- | ------------------------- |
| 1                  | Luca Zidane         | Portero       | 27 años | 0        | 0     | Granada C.F.              |
| 16                 | Mike Maignan        | Portero       | 30 años | 16       | 0     | A. C. Milan               |
| 23                 | Alphonse Areola     | Portero       | 32 años | 5        | 0     | West Ham United F. C.     |
| 2                  | Benjamin Pavard     | Defensa       | 29 años | 54       | 5     | Inter de Milán            |
| 3                  | Ferland Mendy       | Defensa       | 30 años | 10       | 0     | Real Madrid C. F.         |
| 4                  | Jean Marcelin       | Defensa       | 25 años | 0        | 0     | F.C Beitar Jerusalem      |
| 5                  | Jules Koundé        | Defensa       | 26 años | 28       | 0     | F. C. Barcelona           |
| 17                 | William Saliba      | Defensa       | 24 años | 15       | 0     | Arsenal F. C.             |
| 21                 | Jonathan Clauss     | Defensa       | 32 años | 13       | 2     | Olympique de Marsella     |
| 22                 | Theo Hernández      | Defensa       | 27 años | 27       | 2     | Al Hilal                  |
| 24                 | Ibrahima Konaté     | Defensa       | 26 años | 15       | 0     | Liverpool F. C.           |
| 6                  | Eduardo Camavinga   | Mediocampista | 22 años | 17       | 1     | Real Madrid C. F.         |
| 8                  | Aurélien Tchouaméni | Mediocampista | 25 años | 31       | 3     | Real Madrid C. F.         |
| 13                 | N'Golo Kanté        | Mediocampista | 34 años | 55       | 2     | Al-Ittihad                |
| 14                 | Adrien Rabiot       | Mediocampista | 30 años | 43       | 4     | Juventus                  |
| 18                 | Warren Zaïre-Emery  | Mediocampista | 19 años | 3        | 1     | París Saint-Germain F. C. |
| 19                 | Youssouf Fofana     | Mediocampista | 26 años | 18       | 3     | A. S. Monaco F. C.        |
| 7                  | Antoine Griezmann   | Delantero     | 34 años | 129      | 44    | Atlético Madrid           |
| 9                  | Olivier Giroud      | Delantero     | 38 años | 133      | 57    | A. C. Milan               |
| 10                 | Kylian Mbappé       | Delantero     | 26 años | 79       | 48    | Real Madrid C. F.         |
| 11                 | Ousmane Dembélé     | Delantero     | 28 años | 44       | 5     | Paris Saint-Germain F. C. |
| 12                 | Randal Kolo Muani   | Delantero     | 26 años | 17       | 4     | Paris Saint-Germain F. C. |
| 15                 | Marcus Thuram       | Delantero     | 27 años | 20       | 2     | Inter de Milán            |
| 20                 | Kingsley Coman      | Delantero     | 29 años | 56       | 8     | F. C. Bayern              |
| 25                 | Bradley Barcola     | Delantero     | 22 años | 2        | 0     | Paris Saint-Germain F. C. |
| Bandera de Francia | Didier Deschamps    | Entrenador    | 56 años |          |       |                           |

### Más partidos jugados

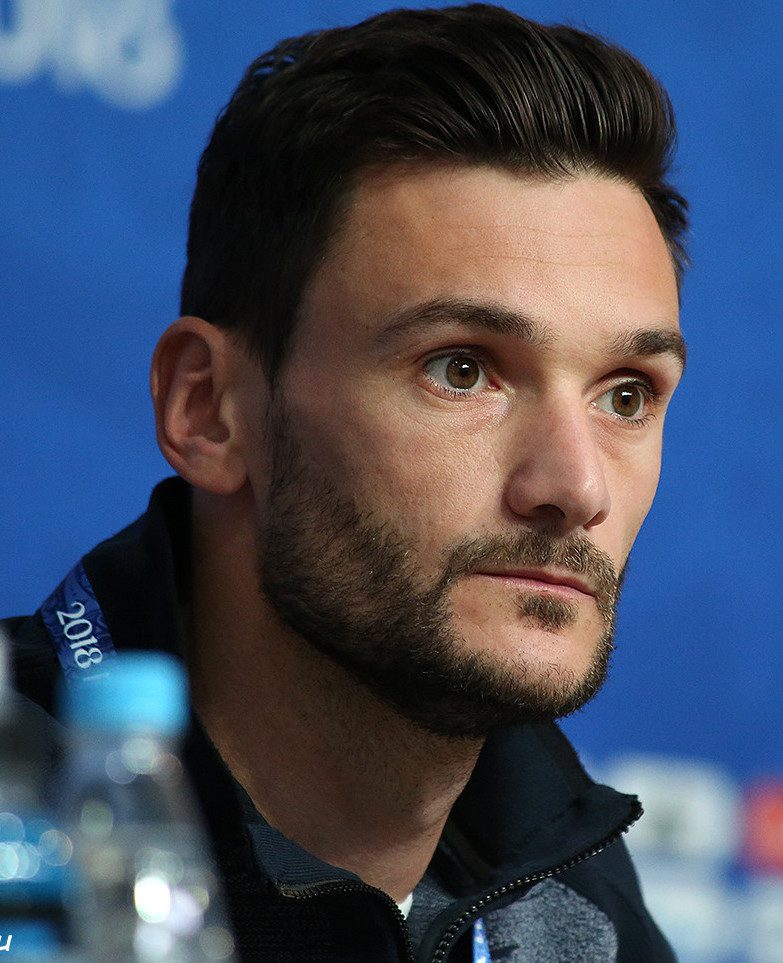
Hugo Lloris es el jugador con más partidos jugados en la historia de la selección, con 145 apariciones.

Indica que el jugador aún juega o puede jugar por la selección.
Actualizado al 23 de marzo de 2025.
| #  | Nombre            | Periodo   | Partidos |
| -- | ----------------- | --------- | -------- |
| 1  | Hugo Lloris       | 2008-2022 | 145      |
| 2  | Lilian Thuram     | 1994-2008 | 142      |
| 3  | Antoine Griezmann | 2014-2024 | 137      |
| 4  | Olivier Giroud    | 2011-2024 | 137      |
| 5  | Thierry Henry     | 1997-2010 | 123      |
| 6  | Marcel Desailly   | 1993-2004 | 116      |
| 7  | Zinédine Zidane   | 1994-2006 | 108      |
| 8  | Patrick Vieira    | 1997-2009 | 107      |
| 9  | Didier Deschamps  | 1989-2000 | 103      |
| 10 | Karim Benzema     | 2007-2022 | 97       |
| 10 | Laurent Blanc     | 1989-2000 | 97       |
| 10 | Bixente Lizarazu  | 1992-2004 | 97       |

### Máximos anotadores

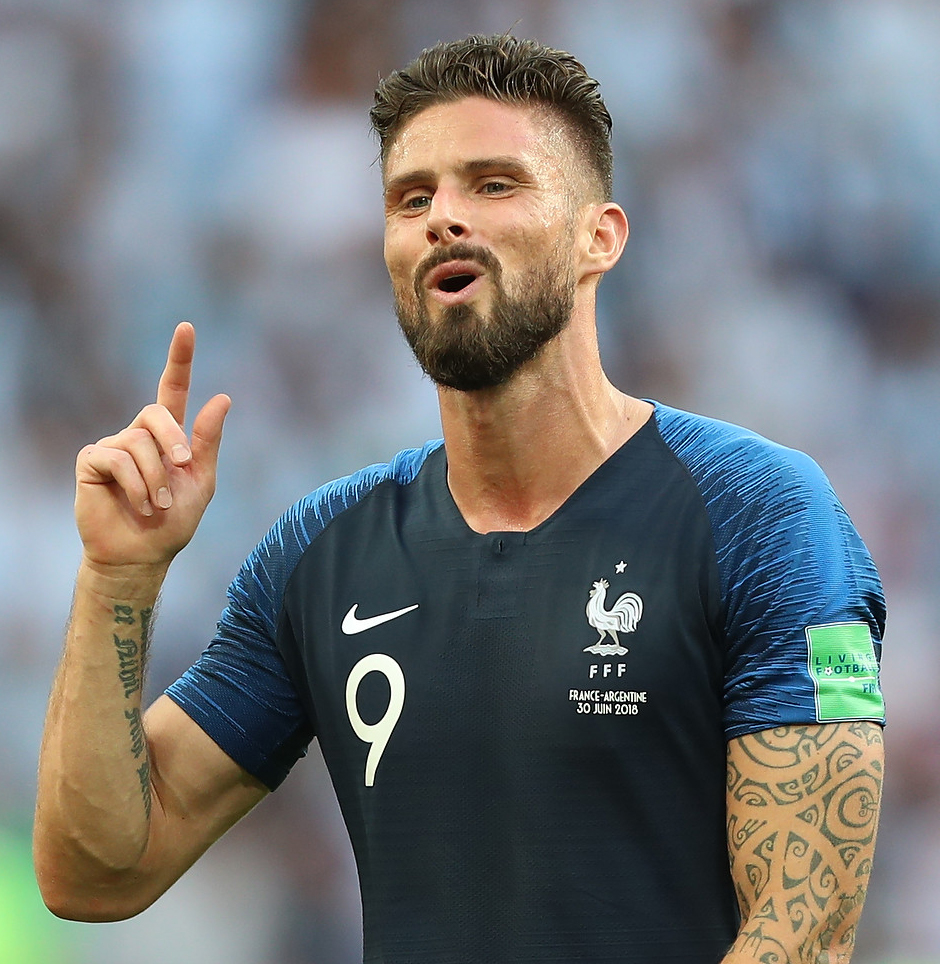
Olivier Giroud es el máximo goleador entre los jugadores activos de la selección, con 57 goles.

Indica que el jugador aún juega o puede jugar por la selección.
Actualizado al 8 de junio de 2025.
| # | Nombre            | Periodo       | Goles | Partidos | Promedio |
| - | ----------------- | ------------- | ----- | -------- | -------- |
| 1 | Olivier Giroud    | 2011-2024     | 57    | 137      | 0.42     |
| 2 | Thierry Henry     | 1997-2010     | 51    | 123      | 0.41     |
| 3 | Kylian Mbappé     | 2017-presente | 50    | 90       | 0.56     |
| 4 | Antoine Griezmann | 2014-2024     | 44    | 137      | 0.32     |
| 5 | Michel Platini    | 1976-1987     | 41    | 72       | 0.57     |
| 6 | Karim Benzema     | 2007-2022     | 37    | 97       | 0.38     |
| 7 | David Trezeguet   | 1998-2008     | 34    | 71       | 0.48     |
| 8 | Zinedine Zidane   | 1994-2006     | 31    | 108      | 0.29     |
| 9 | Just Fontaine     | 1953-1960     | 30    | 21       | 1.43     |
| 9 | Jean-Pierre Papin | 1986-1995     | 30    | 54       | 0.56     |

### Máximos asistentes

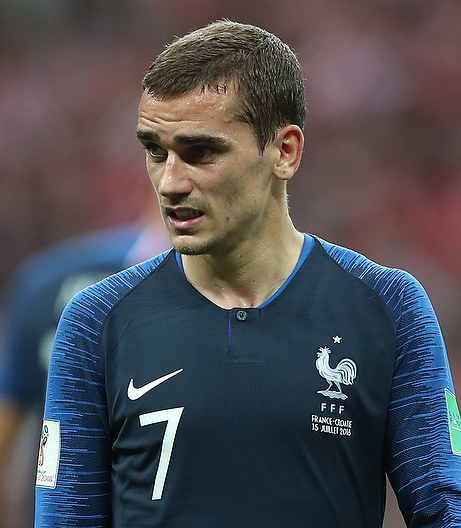
Antoine Griezmann es el máximo asistidor en la historia de la selección, con 38 asistencias.

Indica que el jugador aún juega o puede jugar por la selección.
Actualizado al 8 de junio de 2025.
| # | Nombre            | Periodo       | Asistencias | Partidos | Promedio |
| - | ----------------- | ------------- | ----------- | -------- | -------- |
| 1 | Antoine Griezmann | 2014-2024     | 38          | 137      | 0.28     |
| 2 | Kylian Mbappé     | 2017-presente | 37          | 90       | 0.41     |
| 3 | Zinédine Zidane   | 1994-2006     | 30          | 108      | 0.278    |
| 3 | Thierry Henry     | 1997-2010     | 30          | 123      | 0.244    |
| 4 | Franck Ribéry     | 2006-2014     | 25          | 81       | 0.31     |
| 4 | Sylvain Wiltord   | 1999-2006     | 25          | 92       | 0.27     |
| 5 | Youri Djorkaeff   | 1993-2002     | 21          | 82       | 0.26     |
| 6 | Raymond Kopa      | 1952-1962     | 20          | 45       | 0.44     |
| 6 | Karim Benzema     | 2007-2022     | 20          | 97       | 0.21     |
| 7 | Michel Platini    | 1976-1987     | 17          | 72       | 0.24     |

## Entrenadores
En sus inicios el equipo nacional era convocado por un comité de selección. Entre 1904 y 1913 dicho comité fue llamado Commission Centrale d'Association y estuvo a cargo de la Union des sociétés françaises de sports athlétiques (USFSA). En 1913 el CFI (Comité Français Interfédéral) tomó el mando de este hasta 1919, año en que fue creada la Federación Francesa de Fútbol que dirigió el comité hasta su disolución en enero de 1964.
Entre los entrenadores que dirigieron la selección francesa destacan Aimé Jacquet (campeón de la Copa Mundial 1998), Michel Hidalgo (campeón de la Eurocopa 1984) y Roger Lemerre (ganador de la Eurocopa 2000 y de la Copa FIFA Confederaciones 2001).
Raymond Domenech tiene el récord de partidos dirigidos con la selección con 79 encuentros. El actual entrenador de Francia es Didier Deschamps quien reemplazó en el cargo a Laurent Blanc tras la Eurocopa 2012.

### Listado de entrenadores

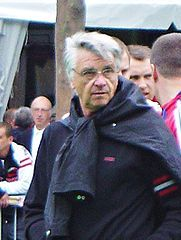
Aimé Jacquet, quien llevó a Francia a ser campeones de la Copa Mundial de Fútbol de 1998.

| Entrenador               | Periodo   | Títulos              |
| Henri Guérin             | 1962-1966 |                      |
| José Arribas Jean Snella | 1966      |                      |
| Just Fontaine            | 1967      |                      |
| Louis Dugauguez          | 1967-1968 |                      |
| Georges Boulogne         | 1969-1973 |                      |
| Ştefan Kovács            | 1973-1975 |                      |
| Michel Hidalgo           | 1976-1984 |                      |
| Henri Michel             | 1984-1988 |                      |
| Michel Platini           | 1988-1992 |                      |
| Gérard Houllier          | 1992-1993 |                      |
| Aimé Jacquet             | 1993-1998 | Mundial 1998         |
| Roger Lemerre            | 1998-2002 | Confederaciones 2001 |
| Jacques Santini          | 2002-2004 | Confederaciones 2003 |
| Raymond Domenech         | 2004-2010 |                      |
| Laurent Blanc            | 2010-2012 |                      |
| Didier Deschamps         | 2012-Act. | Mundial 2018         |

### Cuerpo técnico actual

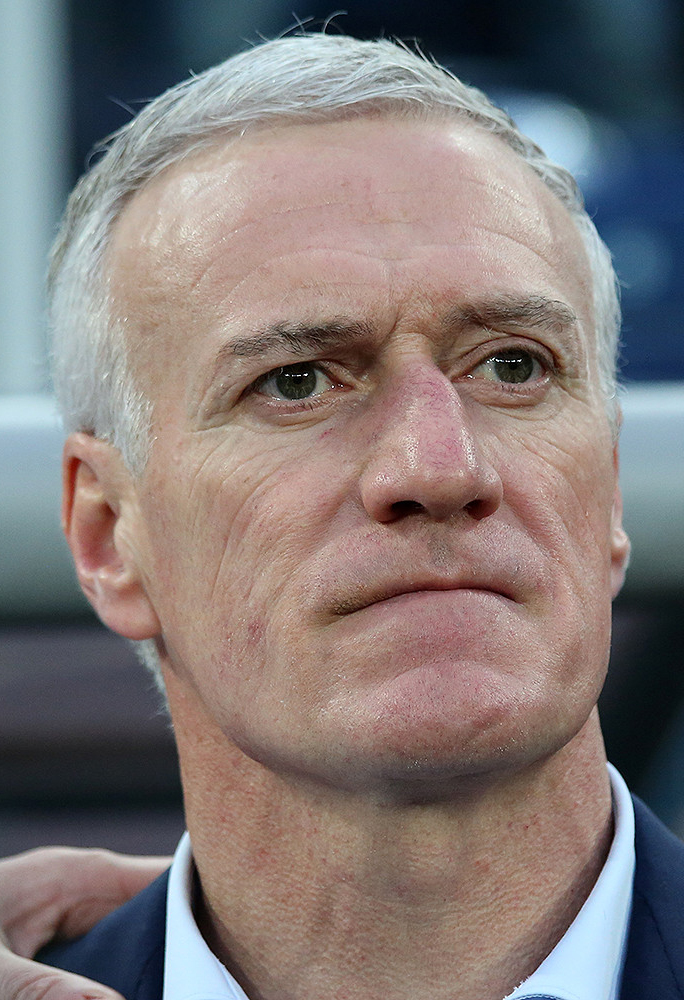
Didier Deschamps, actual seleccionador de Francia.

- Actualizado el 9 de julio de 2012.[94]

| Posición               | Nombre               |
| ---------------------- | -------------------- |
| Entrenador             | Didier Deschamps     |
| Entrenador asistente   | Guy Stéphan          |
| Preparador de porteros | Franck Raviot        |
| Preparador físico      | Philippe Lambert     |
| Médico                 | Franck Le Gall       |
| Fisioterapeutas        | Christophe Geoffroy  |
| Fisioterapeutas        | Jean-Yves Vandewalle |
| Fisioterapeutas        | Thierry Laurent      |
| Fisioterapeutas        | Cyril Praud          |
| Coordinador deportivo  | Erwan Le Prévost     |

## Estadísticas

### Copa Mundial de Fútbol
| Edición | Resultado        | Posición       | PJ             | PG             | PE             | PP             | GF             | GC             | Dif.           | Pts.           | Rend.          | Goleador                                    |
| ------- | ---------------- | -------------- | -------------- | -------------- | -------------- | -------------- | -------------- | -------------- | -------------- | -------------- | -------------- | ------------------------------------------- |
| 1930    | Fase de grupos   | 7.º            | 3              | 1              | 0              | 2              | 4              | 3              | +1             | 2              | 33,33%         | André Maschinot: 2                          |
| 1934    | Octavos de final | 9.º            | 1              | 0              | 0              | 1              | 2              | 3              | -1             | 0              | 0%             | Nicolas, Verriest                           |
| 1938    | Cuartos de final | 8.º            | 2              | 1              | 0              | 1              | 4              | 4              | 0              | 2              | 50%            | Jean Nicolas: 2                             |
| 1950    | No clasificó     | No clasificó   | No clasificó   | No clasificó   | No clasificó   | No clasificó   | No clasificó   | No clasificó   | No clasificó   | No clasificó   | No clasificó   | No clasificó                                |
| 1954    | Fase de grupos   | 9.º            | 2              | 1              | 0              | 1              | 3              | 3              | 0              | 2              | 50%            | Kopa, Vincent                               |
| 1958    | Tercer puesto    | 3.º            | 6              | 4              | 0              | 2              | 23             | 15             | +8             | 8              | 66,66%         | Just Fontaine: 13                           |
| 1962    | No clasificó     | No clasificó   | No clasificó   | No clasificó   | No clasificó   | No clasificó   | No clasificó   | No clasificó   | No clasificó   | No clasificó   | No clasificó   | No clasificó                                |
| 1966    | Fase de grupos   | 13.º           | 3              | 0              | 1              | 2              | 2              | 5              | -3             | 1              | 16,66%         | De Bourgoing, Hausser                       |
| 1970    | No clasificó     | No clasificó   | No clasificó   | No clasificó   | No clasificó   | No clasificó   | No clasificó   | No clasificó   | No clasificó   | No clasificó   | No clasificó   | No clasificó                                |
| 1974    | No clasificó     | No clasificó   | No clasificó   | No clasificó   | No clasificó   | No clasificó   | No clasificó   | No clasificó   | No clasificó   | No clasificó   | No clasificó   | No clasificó                                |
| 1978    | Fase de grupos   | 12.º           | 3              | 1              | 0              | 2              | 5              | 5              | 0              | 2              | 33,33%         | Lacombe, Platini, López, Berdoll, Rocheteau |
| 1982    | Cuarto lugar     | 4.º            | 7              | 3              | 2              | 2              | 16             | 12             | +4             | 8              | 57,14%         | Alain Giresse: 3                            |
| 1986    | Tercer puesto    | 3.º            | 7              | 4              | 2              | 1              | 12             | 6              | +6             | 10             | 71,42%         | Platini, Papin, Stopyra: 2                  |
| 1990    | No clasificó     | No clasificó   | No clasificó   | No clasificó   | No clasificó   | No clasificó   | No clasificó   | No clasificó   | No clasificó   | No clasificó   | No clasificó   | No clasificó                                |
| 1994    | No clasificó     | No clasificó   | No clasificó   | No clasificó   | No clasificó   | No clasificó   | No clasificó   | No clasificó   | No clasificó   | No clasificó   | No clasificó   | No clasificó                                |
| 1998    | Campeón          | 1.º            | 7              | 6              | 1              | 0              | 15             | 2              | +13            | 19             | 90,47%         | Thierry Henry: 3                            |
| 2002    | Fase de grupos   | 28.º           | 3              | 0              | 1              | 2              | 0              | 3              | -3             | 1              | 11,11%         | –                                           |
| 2006    | Subcampeón       | 2.º            | 7              | 4              | 3              | 0              | 9              | 3              | +6             | 15             | 71,42%         | Henry, Zidane: 3                            |
| 2010    | Fase de grupos   | 29.º           | 3              | 0              | 1              | 2              | 1              | 4              | -3             | 1              | 11,11%         | Florent Malouda: 1                          |
| 2014    | Cuartos de final | 7.º            | 5              | 3              | 1              | 1              | 10             | 3              | +7             | 10             | 66,66%         | Karim Benzema: 3                            |
| 2018    | Campeón          | 1.º            | 7              | 6              | 1              | 0              | 14             | 6              | +8             | 19             | 90,47%         | Mbappé, Griezmann: 4                        |
| 2022    | Subcampeón       | 2.º            | 7              | 5              | 1              | 1              | 16             | 8              | +8             | 16             | 76,19%         | Kylian Mbappé: 8                            |
| 2026    | Por Disputarse   | Por Disputarse | Por Disputarse | Por Disputarse | Por Disputarse | Por Disputarse | Por Disputarse | Por Disputarse | Por Disputarse | Por Disputarse | Por Disputarse | Por Disputarse                              |
| 2030    | Por Disputarse   | Por Disputarse | Por Disputarse | Por Disputarse | Por Disputarse | Por Disputarse | Por Disputarse | Por Disputarse | Por Disputarse | Por Disputarse | Por Disputarse | Por Disputarse                              |
| 2034    | Por Disputarse   | Por Disputarse | Por Disputarse | Por Disputarse | Por Disputarse | Por Disputarse | Por Disputarse | Por Disputarse | Por Disputarse | Por Disputarse | Por Disputarse | Por Disputarse                              |
| Total   | 16/22            | 5.º            | 73             | 39             | 14             | 20             | 136            | 85             | +51            | 116            | -              | Just Fontaine: 13                           |

### Eurocopa
| Edición | Resultado        | Posición       | PJ             | PG             | PE             | PP             | GF             | GC             | Dif            | Goleador                        |
| 1960    | Cuarto lugar     | 4.º            | 2              | 0              | 0              | 2              | 4              | 7              | -3             | François Heutte: 2              |
| 1964    | No clasificó     | No clasificó   | No clasificó   | No clasificó   | No clasificó   | No clasificó   | No clasificó   | No clasificó   | No clasificó   | No clasificó                    |
| 1968    | No clasificó     | No clasificó   | No clasificó   | No clasificó   | No clasificó   | No clasificó   | No clasificó   | No clasificó   | No clasificó   | No clasificó                    |
| 1972    | No clasificó     | No clasificó   | No clasificó   | No clasificó   | No clasificó   | No clasificó   | No clasificó   | No clasificó   | No clasificó   | No clasificó                    |
| 1976    | No clasificó     | No clasificó   | No clasificó   | No clasificó   | No clasificó   | No clasificó   | No clasificó   | No clasificó   | No clasificó   | No clasificó                    |
| 1980    | No clasificó     | No clasificó   | No clasificó   | No clasificó   | No clasificó   | No clasificó   | No clasificó   | No clasificó   | No clasificó   | No clasificó                    |
| 1984    | Campeón          | 1.º            | 5              | 5              | 0              | 0              | 14             | 4              | +10            | Michel Platini: 9               |
| 1988    | No clasificó     | No clasificó   | No clasificó   | No clasificó   | No clasificó   | No clasificó   | No clasificó   | No clasificó   | No clasificó   | No clasificó                    |
| 1992    | Fase de grupos   | 6.º            | 3              | 0              | 2              | 1              | 2              | 3              | -1             | Jean-Pierre Papin: 2            |
| 1996    | Semifinal        | 3.º            | 5              | 2              | 3              | 0              | 5              | 2              | +3             | Blanc, Dugarry, Djorkaeff, Loko |
| 2000    | Campeón          | 1.º            | 6              | 5              | 0              | 1              | 13             | 7              | +6             | Thierry Henry: 3                |
| 2004    | Cuartos de final | 6.º            | 4              | 2              | 1              | 1              | 7              | 5              | +2             | Zinedine Zidane: 3              |
| 2008    | Fase de grupos   | 15.º           | 3              | 0              | 1              | 2              | 1              | 6              | -5             | Thierry Henry                   |
| 2012    | Cuartos de final | 8.º            | 4              | 1              | 1              | 2              | 3              | 5              | -2             | Cabaye, Ménez, Nasri            |
| 2016    | Subcampeón       | 2.º            | 7              | 5              | 1              | 1              | 13             | 5              | +8             | Antoine Griezmann: 6            |
| 2020    | Octavos de final | 11.º           | 4              | 1              | 3              | 0              | 7              | 6              | +1             | Karim Benzema: 4                |
| 2024    | Semifinal        | 4.º            | 6              | 2              | 3              | 1              | 4              | 3              | +1             | Mbappé, Muani                   |
| 2028    | Por disputarse   | Por disputarse | Por disputarse | Por disputarse | Por disputarse | Por disputarse | Por disputarse | Por disputarse | Por disputarse | Por disputarse                  |
| 2032    | Por disputarse   | Por disputarse | Por disputarse | Por disputarse | Por disputarse | Por disputarse | Por disputarse | Por disputarse | Por disputarse | Por disputarse                  |
| Total   | 11/17            | 4.º            | 49             | 23             | 15             | 11             | 73             | 53             | +20            | Michel Platini: 9               |

### Copa FIFA Confederaciones
| Edición | Resultado       | Posición        | PJ              | PG              | PE              | PP              | GF              | GC              | Dif             | Goleador                            |
| 1992    | No se clasificó | No se clasificó | No se clasificó | No se clasificó | No se clasificó | No se clasificó | No se clasificó | No se clasificó | No se clasificó | No se clasificó                     |
| 1995    | No se clasificó | No se clasificó | No se clasificó | No se clasificó | No se clasificó | No se clasificó | No se clasificó | No se clasificó | No se clasificó | No se clasificó                     |
| 1997    | No se clasificó | No se clasificó | No se clasificó | No se clasificó | No se clasificó | No se clasificó | No se clasificó | No se clasificó | No se clasificó | No se clasificó                     |
| 1999    | No participó    | No participó    | No participó    | No participó    | No participó    | No participó    | No participó    | No participó    | No participó    | No participó                        |
| 2001    | Campeón         | 1.º             | 5               | 4               | 0               | 1               | 12              | 2               | +10             | Carrière, Pirès, Vieira, Wiltord: 2 |
| 2003    | Campeón         | 1.º             | 5               | 5               | 0               | 0               | 12              | 3               | +9              | Thierry Henry: 4                    |
| 2005    | No se clasificó | No se clasificó | No se clasificó | No se clasificó | No se clasificó | No se clasificó | No se clasificó | No se clasificó | No se clasificó | No se clasificó                     |
| 2009    | No se clasificó | No se clasificó | No se clasificó | No se clasificó | No se clasificó | No se clasificó | No se clasificó | No se clasificó | No se clasificó | No se clasificó                     |
| 2013    | No se clasificó | No se clasificó | No se clasificó | No se clasificó | No se clasificó | No se clasificó | No se clasificó | No se clasificó | No se clasificó | No se clasificó                     |
| 2017    | No se clasificó | No se clasificó | No se clasificó | No se clasificó | No se clasificó | No se clasificó | No se clasificó | No se clasificó | No se clasificó | No se clasificó                     |
| Total   | 2/11            | 3.º             | 10              | 9               | 0               | 1               | 24              | 5               | +19             | Robert Pirès: 5                     |

### Liga de Naciones de la UEFA
| Edición | Fase final | Mov   | Resultado    | Posición | PJ | PG | PE | PP | GF | GC | Dif | Goleador             |
| 2018-19 | 2019       |       | Primera fase | 6.º      | 4  | 2  | 1  | 1  | 4  | 4  | 0   | Antoine Griezmann: 2 |
| 2020-21 | 2021       |       | Campeón      | 1.º      | 8  | 7  | 1  | 0  | 17 | 8  | +9  | Kylian Mbappé: 4     |
| 2022-23 | 2023       |       | Primera fase | 12.º     | 6  | 1  | 2  | 3  | 5  | 7  | -2  | Kylian Mbappé: 2     |
| Total   | Total      | Total | 3/3          | 1.º      | 18 | 10 | 4  | 4  | 26 | 19 | +7  | Kylian Mbappé: 7     |

### Copa de Campeones Conmebol-UEFA
| Edición | Resultado       | Posición        | PJ              | PG              | PE              | PP              | GF              | GC              | Dif             | Goleador         |
| 1985    | Campeón         | 1.º             | 1               | 1               | 0               | 0               | 2               | 0               | +2              | Rocheteau, Touré |
| 1993    | No se clasificó | No se clasificó | No se clasificó | No se clasificó | No se clasificó | No se clasificó | No se clasificó | No se clasificó | No se clasificó | No se clasificó  |
| 2022    | No se clasificó | No se clasificó | No se clasificó | No se clasificó | No se clasificó | No se clasificó | No se clasificó | No se clasificó | No se clasificó | No se clasificó  |
| Total   | 1/3             | 1.º             | 1               | 1               | 0               | 0               | 2               | 0               | +2              | Rocheteau, Touré |

### Juegos Olímpicos
| Edición                                                                              | Resultado                     | Posición                      | PJ                            | PG                            | PE                            | PP                            | GF                            | GC                            | Dif                           | Goleador                      |                               |                               |
| 1908                                                                                 | Semifinales                   | 5.º                           | 1                             | 0                             | 0                             | 1                             | 1                             | 17                            | -16                           | Émile Sartorius: 1            |                               |                               |
| 1912                                                                                 | No participó                  | No participó                  | No participó                  | No participó                  | No participó                  | No participó                  | No participó                  | No participó                  | No participó                  | No participó                  | No participó                  | No participó                  |
| 1920                                                                                 | Semifinales                   | 4.º                           | 2                             | 1                             | 0                             | 1                             | 4                             | 5                             | -1                            | Jean Boyer: 2                 |                               |                               |
| 1924                                                                                 | Cuartos de final              | 5.º                           | 2                             | 1                             | 0                             | 1                             | 8                             | 5                             | +3                            | Crut y Nicolas: 3             |                               |                               |
| 1928                                                                                 | Octavos de final              | 9.º                           | 1                             | 0                             | 0                             | 1                             | 3                             | 4                             | -1                            | Juste Brouzes: 2              |                               |                               |
| 1932                                                                                 | No hubo competición de fútbol | No hubo competición de fútbol | No hubo competición de fútbol | No hubo competición de fútbol | No hubo competición de fútbol | No hubo competición de fútbol | No hubo competición de fútbol | No hubo competición de fútbol | No hubo competición de fútbol | No hubo competición de fútbol | No hubo competición de fútbol | No hubo competición de fútbol |
| 1936                                                                                 | No participó                  | No participó                  | No participó                  | No participó                  | No participó                  | No participó                  | No participó                  | No participó                  | No participó                  | No participó                  | No participó                  | No participó                  |
| 1948                                                                                 | Cuartos de final              | 5.º                           | 2                             | 2                             | 0                             | 2                             | 2                             | 2                             | 0                             | Courbin y Persillon: 1        |                               |                               |
| Los Juegos Olímpicos de 1948 fueron los últimos disputados por selecciones absolutas |                               |                               |                               |                               |                               |                               |                               |                               |                               |                               |                               |                               |
| Total                                                                                | 5/7                           | -                             | 8                             | 4                             | 0                             | 6                             | 18                            | 33                            | -15                           | Paul Nicolas: 4               |                               |                               |

### Finales disputadas
La presente lista incluye solo partidos finales jugados por torneos mundiales, intercontinentales, y continentales oficiales a nivel de Selecciones absolutas.
| Año  | Torneo           | Resultado                       |
| ---- | ---------------- | ------------------------------- |
| 1984 | Eurocopa         | Francia 2 - 0 España            |
| 1985 | Finalissima      | Francia 2 - 0 Uruguay           |
| 1998 | Mundial          | Francia 3 - 0 Brasil            |
| 2000 | Eurocopa         | Francia 2 - 1 Italia            |
| 2001 | Confederaciones  | Japón 0 - 1 Francia             |
| 2003 | Confederaciones  | Camerún 0 - 1 Francia           |
| 2006 | Mundial          | Italia 1 (5) - Francia 1 (3)    |
| 2016 | Eurocopa         | Francia 0 - 1 Portugal          |
| 2018 | Mundial          | Francia 4 - 2 Croacia           |
| 2021 | Liga de Naciones | España 1 - 2 Francia            |
| 2022 | Mundial          | Argentina 3 (4) - Francia 3 (2) |

- Francia jugó 11 finales; ganó 8 y perdió 3: (8-3)

## Clasificación FIFA
| Año                    | Enero                  | Febrero                | Marzo                  | Abril                  | Mayo                   | Junio                  | Julio                  | Agosto        | Septiembre    | Octubre       | Noviembre     | Diciembre     |
| 1993                   | Sin clasificación FIFA | Sin clasificación FIFA | Sin clasificación FIFA | Sin clasificación FIFA | Sin clasificación FIFA | Sin clasificación FIFA | Sin clasificación FIFA | 12.º (52)     | 7.º (56)      | 14.º (53)     | 15.º (52)     | 15.º (52)     |
| 1994                   | –                      | 14.º (52)              | 15.º (51)              | 15.º (51)              | 17.º (49)              | 13.º (52)              | 16.º (52)              | –             | 20.º (49)     | 19.º (51)     | 18.º (51)     | 19.º (52)     |
| 1995                   | –                      | 18.º (52)              | –                      | 18.º (51)              | 17.º (52)              | 17.º (50)              | 18.º (50)              | 18.º (51)     | 20.º (49)     | 12.º (55)     | 9.º (56)      | 8.º (56)      |
| 1996                   | 13.º (54)              | 7.º (56)               | –                      | 5.º (59)               | 5.º (58)               | –                      | 3.º (60)               | 3.º (61)      | 3.º (61)      | 3.º (61)      | 3.º (61)      | 3.º (61)      |
| 1997                   | –                      | 3.º (61)               | –                      | 3.º (61)               | 4.º (61)               | 5.º (60)               | 11.º (58)              | 11.º (58)     | 17.º (57)     | 14.º (57)     | 6.º (61)      | 6.º (60)      |
| 1998                   | –                      | 6.º (59)               | 14.º (58)              | 25.º (55)              | 18.º (56)              | –                      | 2.º (70)               | 2.º (70)      | 2.º (69)      | 2.º (69)      | 2.º (68)      | 2.º (68)      |
| 1999                   | 2.º (787)              | 2.º (786)              | 2.º (786)              | 2.º (786)              | 2.º (785)              | 2.º (781)              | 2.º (762)              | 2.º (755)     | 3.º (766)     | 3.º (768)     | 2.º (770)     | 3.º (765)     |
| 2000                   | 3.º (765)              | 3.º (762)              | 3.º (758)              | 3.º (754)              | 3.º (751)              | 2.º (758)              | 2.º (808)              | 2.º (808)     | 2.º (807)     | 2.º (801)     | 2.º (801)     | 2.º (801)     |
| 2001                   | 2.º (801)              | 2.º (799)              | 2.º (797)              | 2.º (792)              | 1.º (796)              | 1.º (818)              | 1.º (810)              | 1.º (812)     | 1.º (810)     | 1.º (816)     | 1.º (811)     | 1.º (812)     |
| 2002                   | 1.º (812)              | 1.º (809)              | 1.º (807)              | 1.º (810)              | 1.º (802)              | –                      | 3.º (784)              | 4.º (772)     | 2.º (774)     | 2.º (790)     | 2.º (787)     | 2.º (787)     |
| 2003                   | 2.º (787)              | 2.º (784)              | 3.º (778)              | 3.º (782)              | 3.º (784)              | 2.º (814)              | 2.º (824)              | 2.º (825)     | 2.º (829)     | 2.º (827)     | 2.º (826)     | 2.º (827)     |
| 2004                   | 2.º (826)              | 2.º (828)              | 2.º (826)              | 2.º (821)              | 2.º (819)              | 2.º (812)              | 2.º (813)              | 2.º (809)     | 2.º (802)     | 2.º (799)     | 2.º (802)     | 2.º (792)     |
| 2005                   | 2.º (791)              | 2.º (789)              | 2.º (782)              | 4.º (777)              | 4.º (769)              | 5.º (765)              | 7.º (749)              | 9.º (737)     | 6.º (770)     | 5.º (776)     | 5.º (772)     | 5.º (768)     |
| 2006                   | 5.º (768)              | 5.º (766)              | 8.º (760)              | 7.º (754)              | 8.º (749)              | –                      | 4.º (1462)             | 4.º (1462)    | 2.º (1534)    | 3.º (1483)    | 4.º (1523)    | 4.º (1523)    |
| 2007                   | 4.º (1523)             | 4.º (1496)             | 4.º (1515)             | 4.º (1496)             | 4.º (1507)             | 2.º (1585)             | 4.º (1357)             | 4.º(1380)     | 6.º (1220)    | 4.º (1271)    | 7.º (1243)    | 7.º (1243)    |
| 2008                   | 7.º (1243)             | 7.º (1223)             | 7.º (1234)             | 7.º (1205)             | 7.º (1205)             | 7.º (1143)             | 10.º (1053)            | 12.º (1012)   | 10.º (1019)   | 11.º (1035)   | 12.º (1035)   | 11.º (1007)   |
| 2009                   | 11.º (1007)            | 11.º (1026)            | 12.º (1004)            | 10.º (1074)            | 10.º (1074)            | 10.º (1067)            | 9.º (1082)             | 9.º (1059)    | 10.º (1040)   | 9.º (1049)    | 7.º (1122)    | 7.º (1117)    |
| 2010                   | 7.º (1117)             | 7.º (1171)             | 8.º (1077)             | 10.º (1044)            | 10.º (1044)            | –                      | 21.º (890)             | 21.º (890)    | 27.º (835)    | 18.º (888)    | 21.º (852)    | 18.º (867)    |
| 2011                   | 18.º (867)             | 19.º (867)             | 18.º (913)             | 18.º (897)             | 19.º (883)             | 15.º (920)             | 16.º (920)             | 15.º (918)    | 12.º (956)    | 15.º (953)    | 15.º (915)    | 15.º (915)    |
| 2012                   | 15.º (915)             | 17.º (930)             | 16.º (938)             | 16.º (938)             | 16.º (938)             | 14.º (964)             | 14.º (980)             | 14.º (980)    | 15.º (965)    | 13.º (1011)   | 18.º (938)    | 17.º (949)    |
| 2013                   | 17.º (949)             | 17.º (929)             | 17.º (921)             | 18.º (914)             | 18.º (914)             | 18.º (922)             | 23.º (838)             | 23.º (838)    | 25.º (812)    | 21.º (870)    | 19.º (893)    | 20.º (893)    |
| 2014                   | 20.º (893)             | 18.º (917)             | 17.º (929)             | 16.º (935)             | 16.º (935)             | 17.º (913)             | 10.º (1202)            | 10.º (1202)   | 9.º (1202)    | 7.º (1191)    | 7.º (1160)    | 7.º (1160)    |
| 2015                   | 7.º (1160)             | 8.º (1168)             | 8.º (1180)             | 11.º (1127)            | 11.º (1127)            | 9.º (1164)             | 22.º (882)             | 23.º (882)    | 24.º (893)    | 22.º (899)    | 24.º (881)    | 25.º (868)    |
| 2016                   | 25.º (868)             | 24.º (868)             | 24.º (871)             | 21.º (907)             | 21.º (907)             | 17.º (925)             | 7.º (1189)             | 7.º (1189)    | 8.º (1188)    | 7.º (1271)    | 7.º (1305)    | 7.º (1305)    |
| 2017                   | 7.º (1305)             | 6.º (1313)             | 6.º (1318)             | 6.º (1294)             | 6.º (1294)             | 6.º (1332)             | 9.º (1199)             | 10.º (1157)   | 8.º (1208)    | 7.º (1226)    | 9.º (1183)    | 9.º (1183)    |
| 2018                   | 9.º (1183)             | 9.º (1183)             | 9.º (1185)             | 7.º (1166)             | 7.º (1166)             | 7.º (1198)             | –                      | 1.º (1726)    | 1.º (1729)    | 2.º (1732)    | 2.º (1726)    | 2.º (1726)    |
| 2019                   | –                      | 2.º (1726)             | –                      | 2.º (1734)             | –                      | 2.º (1718)             | 3.º (1718)             | –             | 2.º (1725)    | 2.º (1726)    | 2.º (1733)    | 2.º (1733)    |
| 2020                   | –                      | 2.º (1733)             | –                      | 2.º (1733)             | –                      | 2.º (1733)             | 2.º (1733)             | –             | 2.º (1744)    | 2.º (1752)    | 2.º (1755)    | 2.º (1755)    |
| 2021                   | –                      | 2.º (1755)             | –                      | 2.º (1757)             | 2.º (1757)             | –                      | –                      | 3.º (1762)    | 4.º (1754)    | 3.º (1779)    | 3.º (1786)    | 3.º (1786)    |
| 2022                   | –                      | 3.º (1786.15)          | 3.º (1789.85)          | –                      | –                      | 4.º (1764.85)          | –                      | 4.º (1764.85) | –             | 4.º (1759.78) | –             | 3.º (1823.39) |
| 2023                   | –                      | –                      | –                      | 2.º (1838.45)          | –                      | 2.º (1843.54)          | 2.º (1843.54)          | –             | 2.º (1840.76) | 2.º (1853.11) | 2.º (1845.44) | 2.º (1845.44) |
| 2024                   |                        |                        |                        |                        |                        |                        |                        |               |               |               |               |               |
| Posición promedio: 8.ª |                        |                        |                        |                        |                        |                        |                        |               |               |               |               |               |

Fuente: Clasificación Mundial FIFA/Coca Cola - Clasificación completa - FIFA.com Clasificación Mundial FIFA/Coca Cola - Federaciones - Francia - Masculino - FIFA.com
Colores:
Dorado = 1.er;
Plateado = 2.do;
Bronce = 3.er;
Azul = Top 10;
Rosado = Peor posición.

## Palmarés
Aquí se listan todos los títulos y actuaciones más relevantes a lo largo de la historia de la selección de Francia de fútbol masculino.

### Títulos oficiales
| Copa Mundial de Fútbol          | 2 (1998 y 2018) | 2 (2006 y 2022)    | 2 (1958 y 1986)    | 1 (1982)           |                    |
| Eurocopa                        | 2 (1984 y 2000) | 1 (2016)           | 2 (1996 y 2024)    | 1 (1960)           |                    |
| Copa FIFA Confederaciones       | 2 (2001 y 2003) | –                  | –                  | –                  |                    |
| Liga de Naciones                | 1 (2021)        | –                  | 1 (2025)           | –                  |                    |
| Copa de Campeones Conmebol-UEFA | 1 (1985)        | –                  | –                  | –                  |                    |
| Total                           | 8 títulos       | Selección Absoluta | Selección Absoluta | Selección Absoluta | Selección Absoluta |

### Torneos amistosos/no oficiales
- Torneo de Francia (1): 1988.[96]
- Copa Kirin (1): 1994.[97]
- Nelson Mandela Challenge Cup (1): 2000.[98]

### Categorías inferiores
Aquí se listan todos los títulos y actuaciones más relevantes a lo largo de la historia de la selección de Francia en sus categorías inferiores de fútbol masculino.

#### Palmarés juveniles

##### Selección Olímpica
- Juegos Olímpicos:
  - Medalla de oro (1): 1984.

##### Selección sub-21
- Eurocopa sub-21 (1): 1988.
  - Subcampeón (1): 2002.
- Torneo Esperanzas de Toulon (11): 1977, 1984, 1985, 1987, 1988, 1989, 1997, 2004, 2005, 2006 y 2007.

##### Selección Sub-20
- Copa Mundial de Fútbol Sub-20 (1): 2013

##### Selección Sub-19
- Campeonato Europeo de la UEFA Sub-19 (8): 1949, 1983, 1996, 1997, 2000, 2005, 2010 y 2016.

##### Selección Sub-17
- Copa Mundial de Fútbol Sub-17 (1): 2001.
  - Subcampeón (1): 2023.
  - Tercer puesto (1): 2019.
- Campeonato Europeo Sub-17 de la UEFA (3): 2004, 2015 y 2022.